# Лауреаты премии Ленинского комсомола в области науки и техники

## 1970
1. Аракелян, Норайр Унанович, старший научный сотрудник Института математики АН Армянской ССР — за цикл исследований по теории функций.
2. Егоров, Виктор Павлович (начальник бюро новой техники), Корнет, Игорь Филиппович (старший инженер-конструктор), Фомичёв, Виталий Андреевич (старший инженер-конструктор МСЗ) — за создание автомата для вальцовки лопаток.
3. Ильичёв, Валерий Дмитриевич, зав. лабораторией МГУ имени М. В. Ломоносова, — за цикл исследований по биоакустике птиц
4. Крюков, Пётр Георгиевич, руководитель группы, Захаров, Станислав Дмитриевич, ст. инженер, Сенатский, Юрий Всеволодович, мл. н. с., работники ФИАН имени П. Н. Лебедева, — за разработку метода генерации мощных лазерных импульсов и использование их для высокотемпературного нагрева плазмы
5. Лысак, Светлана Васильевна, мл. н. с. ИЗК СО АН СССР, — за монографию «Геотермические условия и термальные воды южной части Восточной Сибири»
6. Походенко, Виталий Дмитриевич, ст. н. с. ИФХ имени Л. В. Писаржевского АН УССР, — за исследование свойств и химических превращений экранированных фенолов и феноксильных радикалов
7. Пыхтин, Вадим Яковлевич, Ковалевич, Эдуард Викентьевич, нач. отделов, Качков, Владимир Петрович, нач. лаборатории, Неменман, Марк Ефимович, нач. отдела, работники Минского филиала НИЦЭВТ; Титов Анатолий Михайлович, зам. гл. технолога Минского ЗСЭМ имени Г. К. Орджоникидзе; Шкут, Николай Васильевич, зав. лабораторией Института математики АН БССР, — за участие в создании ЭВМ серии «Минск»
8. Сагалевич, Валерий Михайлович, доцент, Григорьянц, Александр Григорьевич, ассистент, работники МВТУ имени Н. Э. Баумана, — за разработку и внедрение методов определения и устранения деформаций и напряжений при сварке
9. Сапогова, Галина Александровна, групповой инженер, Савин, Евгений Сергеевич, Гурбикова, Нина Львовна, инженеры, Гаврилов, Николай Степанович, ст. техник, работники ВНИКИХМ; Паршев, Игорь Сергеевич, инженер-конструктор Таллинского МСЗ, — за разработку ряда ультразвуковых гидродинамических аппаратов для интенсификации процессов химической технологии
10. Черепанов, Геннадий Петрович, профессор МГИ, — за цикл работ по проблемам механики сплошной среды с неизвестной границей
11. Хамраев, Маратбек Каримович, зав. отделом АН КССР, — за цикл работ по уйгуроведению

## 1972
1. Азатян, Ваник Гегамонович, конструктор, Асланян, Генрих Шагенович, ведущий инженер, Геолецян, Арам Григорьевич, нач. сектора, Гончоян, Ваан Грачевич, ст. инженер, Джанджулян, Эдуард Левонович, нач. сектора, Ермаков, Игорь Николаевич, ведущий инженер, Карапетян, Леонид Ваграмович, ведущий инженер, Оганян, Герман Арташесович, нач. лаборатории, сотрудники Ереванского НИИММ; Немцов, Владислав Борисович, регулировщик вычислительной техники, — за разработку и внедрение в серийное производство универсальной ЭВМ «Наири-3»
2. Арсенин, Владимир Васильевич, мл. н. с., Чуянов, Валерий Алексеевич, ст. н. с. ИАЭ имени И. В. Курчатова, — за цикл работ по стабилизации плазмы обратными связями
3. Балакин, Владимир Егорович, мл. н. с. ИЯФ СО АН СССР, — за проверку квантовой электродинамики при высоких энергиях в электрон-позитронных столкновениях
4. Беленов, Эдуард Михайлович, ст. н. с., Губин Михаил Александрович, аспирант ФИАН имени П. Н. Лебедева; Гончуков, Сергей Александрович, ст. инженер МИФИ; Данилейко, Михаил Васильевич, руководитель группы ИФ АН УССР, — за разработку методов получения сверхузких резонансов в оптическом диапазоне волн
5. Будылина, Галина Дмитриевна, ст. инженер, Викторов, Сергей Дмитриевич, ст. инженер, Глазунова, Лидия Михайловна, нач. опытной мастерской, Карзанова, Галина Тауфиковна, ст. инженер, Купцова, Галина Ивановна, ведущий инженер, Павлова, Ольга Мануиловна, ст. инженер, Романов, Эрнст Николаевич, ст. инженер, Яковлева, Вера Степановна, ст. инженер, — за разработку новых высокоэффективных водонаполненных и гранулированных промышленных взрывчатых веществ, предназначенных для механического заряжения на открытых и подземных работах
6. Васильев Александр Николаевич, доцент физического факультета ЛГУ имени А. А. Жданова, — за цикл работ «Алгебраические аспекты квантовой теории поля»
7. Деденков, Анатолий Николаевич, ст. н. с. НИИМР АМН СССР, — за получение и применение рассасывающихся в организме радиоактивных препаратов
8. Деревянко, Анатолий Пантелеевич, зам. директора по научной работе ИИФФ СО АН СССР, — за цикл работ по археологии Дальнего Востока
9. Залиханов, Михаил Чоккаевич, зав. лабораторией ВГИ, — за исследование снежно-лавинного режима и перспектив освоения гор Кабардино-Балкарии
10. Инге-Вечтомов, Сергей Георгиевич, зав. кафедрой биолого-почвенного факультета ЛГУ имени А. А. Жданова, — за исследование структуры и функции гена в системе генотипа
11. Курдюмов, Геннадий Леонидович, и. о. директора, Марухно, Леонид Германович, гл. конструктор Рижского филиала ПКТИСХ «Оргснаб» Госснаба СССР; Гржибовский, Станислав Петрович, 1-й зам. председателя Республиканского объединения СМ ЛССР «Латвсельхозтехника», — за разработку единого генерального плана экспериментального комплекса Елгавского РО «Латвсельхозтехника»
12. Курович, Аркадий Николаевич, ст. н. с., Монахов-Ильин, Геннадий Петрович, ведущий конструктор, Мурашко, Риаламма Ефимовна, конструктор, Савельев, Владимир Петрович, ведущий конструктор, сотрудники ВНИПКИММ; Устинцев, Виталий Михайлович, ст. н. с., Афанасьева, Людмила Васильевна, конструктор, Боримский, Александр Иванович, ведущий конструктор, сотрудники УНИКТИССМИ; Башкин, Анатолий Иванович, аспирант МВТУ имени Н. Э. Баумана, — за создание серийного малогабаритного пресса с предварительно напряжённой станиной усилием 2 000 Тс для синтеза сверхтвёрдых материалов
13. Лаврентьева, Зоя Алексеевна, Тарабукина, Татьяна Савельевна, Хотеева, Анна Александровна, прядильщица, Шевашкевич, Вера Григорьевна, бригадир съёмщиц, Кувшинова, Галина Павловна, прядильщица-наставник, Петрова, Вера Ивановна, ткачиха, Дмитриевна, Нина Николаевна, съёмщица, Быстрова, Людмила Александровна, мотальщица, Кутырова, Валентина Ивановна, бригадир планочниц, Викентьева, Нина Георгиевна, секретарь комитета ВЛКСМ, работники Вышневолоцкого ХБК, — за инициативу в организации и активное участие в соцсоревновании за достижение каждым молодым рабочим производительности труда передовиков производства
14. Лазарев, Валерий Васильевич, доцент КГУ имени В. И. Ульянова-Ленина, — за исследования в области теории права
15. Никишин, Евгений Михайлович, н. с. МГУ имени М. В. Ломоносова, — за цикл работ «Резонансные теоремы и функциональные ряды»
16. Оводов, Юрий Семёнович, Дзизенко, Анатолий Кириллович, зам. директора по научной работе ИБАВ ДВЦ АН СССР, — за исследование природных углеводосодержащих соединений
17. ПТУ № 129 Москвы, ПТУ № 17 Днепропетровска УССР и Козловищенское СПТУ Гродненской области БССР — за подготовку высококвалифицированных кадров, массовое развитие творчества и большую работу по коммунистическому воспитанию молодёжи.

## 1973
1. Алимов, Шавкат Арифджанович — за решение некоторых вопросов спектральной теории самосопряженных эллептических операторов.
2. Бабешко, Владимир Андреевич, зам. директора НИИ механики и прикладной математике РГУ; Нигматулин, Роберт Искандерович, ст. н. с. института механики МГУ имени М. В. Ломоносова, — за цикл работ по механике сплошной среды.
3. Банников, Григорий Андросиевич, м. н. с. института экспериментальной и клинической онкологии АМН СССР — за иммунохимическое изучение белка печени, связывающего канцерогены.
4. Гордезиани, Рисмаг Вениаминович, доцент ТГУ — за цикл работ по гомерологии и эгеистике.
5. Долгов, Александр Дмитриевич, Захаров, Валентин Иванович, ст. н. с. ИТЭФ — за цикл работ по дисперсионным соотношениям и слабым взаимодействиям при высоких энергиях.
6. Дьяконов, Кирилл Николаевич, с. н. с. МГУ имени М. В. Ломоносова; Ретеюм, Алексей Юрьевич, м. н. с. института географии АН БССР, — за исследование изменений географической среды под влиянием речных гидротехнических сооружений.
7. Егоренков, Николай Иванович, Лиин, Дмитрий Григорьевич, м. н. с.; Плескачевский, Юрий Михайлович, сотрудники Института механики АН БССР, — за исследование контактных явлений в процессах формирования и разрушения металлополимерных систем.
8. Зданавяичюс, Витаутас-Валентас Ионович — за исследование колебаний прецезионных роторных систем и разработку мер по их устранению.
9. Колинко, Альбина Ивановна — за исследование оптических проблем интраокулярной коррекции афакии.
10. Кулешов, Сергей Павлович, Матвеев, Виктор Анатолиевич, Первушин, Виктор Николаевич, Сисакян Алексей Норайрович, Смондыров, Михаил Александрович, м.н.с.; сотрудники ОИЯИ) — за цикл работ по приближенным методам квантовой теории поля в физике высоких энергий.
11. Руденко, Александр Иванович, сотрудник МИФИ — за развитие нелинейной теории нестационарного токопереноса в твердых телах.
12. Рыбаков, Вячеслав Алексеевич, сотрудник ВНИИ нефтехимии — за разработку нового способа получения высших индивидуальных разветвленных монокарбоновых кислот.
13. Хаитов, Рахим Мусаевич, сотрудник Институт биофизики — за экспериментальный анализ практически значимых проблем трансплантации кроветворных тканей облученным реципиентам.
14. Худяков, Владимир Львович, ведущий конструктор Дзержинского филиала ОКБ автоматики, — за разработку и внедрение серии газовых хроматографов для физико-химических исследований «Цвет-И».
15. Шевцов, Виктор Михайлович — за селекцию высокоурожайных сортов ячменя и овса в Краснодарском крае.

### За работы в области производства
1. Агапов, Сергей Анатольевич; Амаков, Акиф; Арефьева, Галина Дмитриевна, Гребнев, Владимир Фёдорович, Жоголев, Вячеслав Викторович, Кобзарь, Лидия Ивановна, Махамбетова, Раиса Теймановна, Мурзенко, Владимир Григорьевич, Неверко. Николай Викторович, Озеров, Виктор Николаевич — за выдающиеся трудовые достижения и патриотические начинания в социалистическом соревновании комсомольцев и молодёжи за досрочное выполнение планов 1973, решающего года девятой пятилетки.
2. Анисимов, Александр Васильевич, Гущина, Вера Дмитриевна, Ганеев, Раиз Назипович, Кураксин, Вячеслав Анатольевич, Слепцов, Николай Фёдорович, Федченяк, Зиновий Игнатьевич — за выдающиеся достижения, творческую инициативу в работе по досрочному вводу в эксплуатацию производственных мощностей на всесоюзных ударных комсомольских стройках.
3. Батанов, Геннадий Германович, Ерофеева, Анастасия Федоровна, Журавлёва, Галина Николаевна, Кобрусева, Галина Петровна, Кочетова, Лидия Васильевна, Митрофанова, Александра Сергеевна, Мошненко, Людмила Дмитриевна, Павлов, Валентин Константинович, Скриник, Игорь Александрович, Сухова, Лидия Яковлевна, Трусов, Борис Михайлович — за досрочное освоение нового оборудования и достижение производительности труда выше проектной на предприятиях легкой промышленности.
4. Грязнов, Михаил Григорьевич, Гурбенков, Михаил Фёдорович, Каппасов, Рсай Мусинович, Куроносова, Екатерина Хахировна, Матиевский, Анатолий Данилович, Сайфитдинов, Лутфитдин, Сухарев, Виктор Петрович, Шаймарданова, Раузалия Магсумовна, Шапка, Анна Васильевна — за активную работу по внедрению в сельскохозяйственное производство достижений науки и передового опыта.
5. Комсомольско-молодёжному тресту «Тюменьгазмонтаж» Министерства строительства предприятий нефтяной и газовой промышленности СССР — за внедрение в практику строительства при освоении нефтяных и газовых месторождений Западной Сибири новых индустриальных методов.

## 1974

### За работы в области науки и техники
1. Барбашев, Евгений Андреевич, Богатов, Валерий Афанасьевич, ведущие инженеры ВНИИАМ, — за создание исследовательского комплекса и испытание материалов в условиях, имитирующие космические.
2. Белых, Владимир Николаевич, Пономаренко, Валерий Павлович, ст. н. с., Шалфеев, Владимир Дмитриевич, и. о. директора, сотрудники НИИПМК при ГГУ имени Н. И. Лобачевского, — за цикл работ по динамике систем фазовой синхронизации.
3. Варфоломеев, Сергей Дмитриевич, ассистент МГУ имени М. В. Ломоносова, — за цикл работ по светорегулируемым биокаталитическим системам.
4. Калинович, Станислав Васильевич, Николаев, Эдуард Петрович, ст. н. с., Дяченко, Фёдор Владимирович, слесарь-ремонтник, Цыбань, Александр Васильевич, ст. мастер, сотрудники Донецкого НИИЧМ, — за разработку технологии и промышленное внедрение горячего калибрования сортовой стали на металлургических заводах СССР.
5. Курочкин, Александр Петрович, ст. н. с., Арутюнян, Джоник Суренович, нач. лаборатории, Колосов, Юрий Алексеевич, Седенков, Евгений Григорьевич, ст. н. с. НИИ; Турчин, Виктор Игоревич, мл. н. с. Горьковского НИРФИ, — за исследование и разработку голографических методов и аппаратуры моделирования и измерения параметров антенн.
6. Овсянкин, Владимир Владимирович, мл. н. с. ГОИ имени С. И. Вавилова, — за цикл работ по кооперативной люминесценции конденсированных сред.
7. Павар, Айгар Павлович, ст. н. с., Романовский, Пётр Язепович, мл. н. с., сотрудники ИОС Латвийской АН СССР, — за синтез и исследование структурно-функциональной организации биорегуляторов пептидно-белковой природы.
8. Сергиевский, Валерий Владимирович, ст. н. с., Николаев, Владислав Петрович, м. н. с., Кизим, Николай Фёдорович, преподаватель Новомосковского филиала, Юртов, Евгений Васильевич, аспирант, сотрудники МХТИ имени Д. И. Менделеева, — за работу по вопросам термодинамики и кинетики экстракции.
9. Сутурин, Александр Николаевич, мл. н. с. ИГХ СО АН СССР, — за цикл работ по геохимии гипербазитов и связанных с ними полезных ископаемых.
10. Фисенко, Владимир Петрович, ассистент 1 ММИ имени И. М. Сеченова, — за цикл работ о механизме действия новых курареподобных препаратов.
11. Черепащук, Анатолий Михайлович, ст. н. с. ГАИ имени П. К. Штернберга МГУ имени М. В. Ломоносова; Гончарский, Александр Владимирович, ассистент, Ягола, Анатолий Григорьевич, мл. н. с. МГУ имени М. В. Ломоносова, — за цикл работ по обратным задачам теории двойных затменных звёзд.
12. Шестёркин, Николай Григорьевич, мл. н. с., Носов, Станислав Иванович, ст. инженер, сотрудники ЦНИИТМ; Переплётчиков, Евгений Фёдорович, ст. инженер ИЭС имени Е. О. Патона АН УССР; Сафронов, Борис Владимирович, ст. инженер, Платонов, Евгений Арсеньевич, инженер, сотрудники ВНИИНМ; Федосов, Валерий Владимирович, ст. н. с. ВНИИАМ; Анкудинов, Валерий Александрович, ст. инженер ВНИИТС; Малыхин, Вячеслав Николаевич, ст. электромеханик Торезского ЗНТС Донецкой области УССР, — за разработку и промышленное внедрение технологии оборудования для получения и нанесения гранулированных наплавочных материалов газопорошковым методом на детали машин.

### За работы в области производства
1. Акопян, Арцрун Суренович, машинист комбината «Артиктуф» Армянской ССР; Богатов, Анатолий Михайлович, сталевар ММК имени В. И. Ленина; Бурцев, Владимир Иванович, токарь Куйбышевского мостостроительного завода; Дятел, Леонтий Михайлович, токарь БЭЛЗ; Звездкина, Татьяна Витальевна, швея-мотористка Ивановской швейной фабрики имени Ленинского комсомола; Иванова, Зоя Леонидовна, ткачиха Вичугской прядильной фабрики; Кобиашвили, Мариана Габриэловна, электромонтажница Тбилисского ПО имени 50-летия СССР; Коровина, Нина Николаевна, бригадир КМБ МЗЭВП; Осыка, Анатолий Иванович, забойщик шахты «Булавинская» Донецкой области УССР; Рустемов, Сабит, бригадир КМК ЧСЗ, — за инициативу и творчество, проявленные в борьбе за выполнение встречных планов 9 пятилетки, ударный труд и высокое качество работы
2. Зуйкина, Ирина Александровна, ткачиха, Ломаев, Леонид Григорьевич, помощник мастера, Минченкова, Любовь Павловна, секретарь комитета комсомола, Якунина, Любовь Ивановна, прядильщица, работники Чайковского КШТ имени 50-летия СССР; Жижанов, Николай Фёдорович, слесарь-монтажник управления строительства «Химстрой-2» объединения «Татэнергострой»; Зайков, Николай Иванович, слесарь-ремонтник УрВЗ; Зубцов, Николай Фёдорович, слесарь завода «Ростсельмаш»; Лашков, Валерий Петрович, ст. оператор Оренбургского ГПЗ; Назаров, Сабир Бала оглы, буровой мастер Морского управления буровых работ Нефтяных Камней; Юнко, Николай Иванович, слесарь НЦЗ «Пролетарий», — за значительный вклад в досрочное освоение проектных мощностей предприятий-новостроек, реконструкцию действующих предприятий, эффективное использование оборудования и выпуск продукции высокого качества
3. Власов, Владимир Васильевич, Григорьев, Николай Сергеевич, нач. производственного участка, Зыкунов, Николай Петрович, ст. оператор, Косинцев, Юрий Васильевич, нач. цеха, Щигорец, Анатолий Ефимович, ст. ветеринарный врач, сотрудники промышленного свиноводческого комплекса «Кузнецовский» совхоза-комбината имени 50-летия СССР Московской области, — за разработку и внедрение в производство метода искусственного осеменения свиноматок в условиях промышленного разведения свиней
4. Гонец, Иван Владимирович, оператор свинофабрики Сорокского объединения «Колхозживпром», Михальчук Степан Николаевич, бригадир тракторно-полеводческой КМБ Чадыр-Лунгского объединения по механизации и эликтрификации сельского хозяйства, Петрашку, Валентина Григорьевна, мастер машинного доения животноводческого комплекса «Данчанский» Страшенского района, Унгуряну, Пётр Борисович, бригадир КМБ виноградарей Котовского объединения совхозов-заводов; Францужану, Анатолий Афанасьевич, управляющий отделением межколхозсада «Память Ильичу» Слободзейского района, молодые передовики МССР, — за активное участие в специализации и концентрации с/х производства, его перевода на индустриальную основу
5. Головачук, Ярослава Михайловна, звеньевая свекловодческого КМЗ колхоза имени XXIV съезда КПСС Борщевского района Тернопольской области УССР; Корниенко, Леонид Александрович, звеньевая механизированного КМЗ колхоза «Победа» Багаевского района Ростовской области; Уммадов, Тиркишмурад, бригадир КМБ совхоза «Каракумканал» Марыйской области ТССР; Прихно, Николай Васильевич, звеньевой механизированного КМЗ колхоза имени Ленина Черкасского района Черкасской области УССР; Ыхсанов, Тлек, чабан КМБ «Тулпар» совхоза имени Чокана Валиханова Чубартауского района Семипалатинской области КССР; Косткина, Елена Павловна, звеньевая КМК совхоза «Россия» Земетчинского района Пензенской областиого района, Цекулс, Эдгарс Эдуардович, машинист экскаватора ПМК Валмиерского района ЛССР; Пряхин, Владимир Анатольевич, механизатор Госплемптицезавода Марксовского района Саратовской области; Абдиев, Хасан, бригадир КМБ колхоза имени М. И. Калинина Пахтачийского района Самаркандской области УзССР, — за проявленную трудовую доблесть, новаторство, активную работу по внедрению в с/х производство достижений НТП и передового опыта
6. УПБ Григорополисской СШ Новоалександровского района и Новопавловской СШ № 2 Кировского района Ставропольского края, Черемновской СШ Павловского района Алтайского края — за большую работу по трудовому воспитанию, обучению и профессиональной ориентации сельских школьников
7. Студенческий НИИ при УНИ — за развитие массового НТТ студентов, активное участие в разработке актуальных НТВ, большой вклад в создание новых технологических процессов для ряда предприятий нефтеперерабатывающей промышленности
8. Горьковское СПТУ № 5 — за большую работу по подготовке и коммунистическому воспитанию молодой смены рабочего класса

## 1975
1. Богданова, Людмила Николаевна, мл. н. с., Далькаров, Олег Дмитриевич, ст. н. с., Кербиков, Борис Олегович, мл. н. с. мл. н. с. ИТЭФ имени А. И. Алиханова, — за цикл работ по теории нуклон-антинуклонных ядер[1].
2. Гринюс, Леонас Леонович, ст. преподаватель ВГУ; Самуилов, Виталий Дмитриевич, мл. н. с. МГУ имени М. В. Ломоносова, — за цикл работ по системе образования электрического мембранного потенциала у бактерий[2].
3. Гришин, Евгений Васильевич, мл. н. с., Липкин, Валерий Михайлович, ст. н. с., Модянов, Николай Николаевич, мл. н. с. ИБХАН; Киселёв, Александр Павлович, ст. н. с. ВНИИТКГП; Носиков, Валерий Вячеславович, мл. н. с. ИМБАН, — за работу по первичной структуре цитоплазматической АсАт[3].
4. Ершов, Сергей Михайлович, Музыченко, Герман Алексеевич, инженеры-конструкторы Ленинградского НПО; Кобышев, Александр Николаевич, мл. н. с. ЛПИ, — за разработку прогрессивной технологии и внедрение специализированного полуавтоматического оборудования для гидравлической штамповки полых деталей с отводами
5. Жадан, Антонина Васильевна, Куцев, Константин Васильевич, Митрофанов, Валерий Павлович, инженеры, Шнайдерман, Марк Львович, Калачёв, Владимир Константинович, ст. инженеры, Иноземцев, Анатолий Фёдорович, электрослесарь, сотрудники Подольского ХМЗ, — за разработку и внедрение автоматизированной системы оптимального раскроя монокристаллов на базе управляющей вычислительной машины[4].
6. Зима, Константин Иванович, зав. лабораторией Краснодарского НИИСХ, — за селекцию высоколизинговых сортов кукурузы[5].
7. Иванов, Михаил Яковлевич — за цикл работ по численному решению прикладных задач внешней и внутренней аэродинамики применительно к летательным аппаратам с воздушно-реактивными двигателями[6].
8. Кокошин, Андрей Афанасьевич, учёный секретарь Института США и Канады АН СССР, — за монографию «Прогнозирование и политика». («Международные отношения», М., 1975)[7].
9. Кузьмин, Владимир Александрович, ст. н. с., Худяков, Игорь Владимирович, мл. н. с. ИХФАН, — за цикл работ по исследованию в области химии короткоживущих ароматических радикалов[8].
10. Сихарулидзе, Александр Георгиевич, ст. архитектор, Демьяненко, Валентина Ивановна, инженер, Аксёнова, Лариса Митрофановна, техник-архитектор, Конелец, Людмила Ильинична, ст. инженер, Миронова, Людмила Степановна, инженер, Бензарь, Валентина Павловна, ст. инженер, сотрудники ГНИПИМП, Нифонтов, Алексей Викторович, ст. архитектор, Герасименко, Олег Ильич, руководитель сектора, сотрудники УГА Харькова, — за проект УПЦ Дзержинского района Харькова[9].
11. Федькин, Валентин Васильевич, учёный секретарь ИЭМАН, — за «Ставролит. Состав, свойства, парагенезисы и условия образования». («Наука», М., 1975)[10].
12. Фомичёв, Вадим Алексеевич, зам. декана физического факультета ЛГУ имени А. А. Жданова, — за цикл работ по ультрамягкой рентгеновской спектроскопии твёрдого тела[11].
13. Ясинавичюс, Римвидас Пятро, зам. ген. директора, Лукошявичус, Чесловас-Казио Чеслович, нач. сектора, Епишкин, Юрий Сергеевич, ст. инженер, Найкелис, Витас Юозо, ведущий инженер, Леонов, Иван Фёдорович, слесарь-сборщик, сотрудники ПО, — за комплекс работ по созданию и организации массового производства магнитных головок высокой эффективности для бытовой аппаратуры магнитной записи.

## 1976
1. Автономов, Валерий Павлович, Басиев, Тасолтан Тазретович, Новгородов, Максим Зосимович, мл. н. с., Очкин, Владимир Николаевич, Щербаков, Иван Александрович, ст. н. с. ФИАН имени П. Н. Лебедева; Мамедов, Тофик Гамбаевич, мл. н. с. Института физики АН Азербайджанской ССР, — за исследование физических процессов в активных средах газовых и твёрдотельных оптических квантовых генераторов.
2. Аронов, Валерий Борисович, Душеба, Светлана Николаевна, инженеры, Ларин, Анатолий Георгиевич, ст. инженер, Мартынив, Митрон Стефанович, зам. нач. отдела, Романюк, Александр Васильевич, нач. сектора, Федык, Ярослав Михайлович, Шашук, Леонид Михайлович, ст. инженеры, Эйдельнант, Валерий Михайлович, ведущий инженер, сотрудники Львовского ПО имени В. И. Ленина, — за разработку и внедрение методов моделирования, анализа и оптимизации электронных схем на ЭВМ.
3. Арсеньев, Иван Никитич, аспирант, Копьев, Пётр Сергеевич, Мишурный, Вячеслав Андреевич, мл. н. с., Румянцев, Валерий Дмитриевич, инженер, сотрудники ФТИАН имени А. Ф. Иоффе, — за получение и исследование широкосезонных твёрдых растворов соединений А³В5 и создание на их основе эффективных инжекционных источников излучения в видимой части спектра.
4. Бодак, Оксана Ивановна, доцент ЛГУ, — за исследования по кристаллохимии тернарных соединений редкоземельных металлов.
5. Гончаров, Сергей Савостьянович, мл. н. с., ИМ СО АН СССР, — за исследование некоторых свойств конструктивных моделей.
6. Дегтяренко, Николай Николаевич, ст. н. с., Дегтярёв, Виктор Георгиевич, ст. инженер, Неволин, Владимир Николаевич, Сильнов, Сергей Михайлович, ст. н. с. МИФИ, — за разработку и внедрение лазерного масс-спектрометрического метода анализа веществ.
7. Елиссев, Алексей Алексеевич, зам. декана, Любимов, Виктор Васильевич, доцент, Луцков, Юрий Иванович, инженер, Никифоров, Александр Владимирович, аспирант, Полутин, Юрий Васильевич, ассистент, Покровский, Юрий Юрьевич, мл. н. с., Сотов, Игорь Николаевич, Сундуков, Владимир Константинович, Щербина, Валерий Иванович, аспиранты, сотрудники ТПИ, — за разработку, исследование и внедрение в производство прогрессивных технологических процессов и оборудования для размерной электрохимической обработки деталей из труднообрабатываемых материалов.
8. Житков, Владимир Борисович, ассистент, Лесков, Алексей Григорьевич, Никанчиков, Борис Владимирович, мл. н. с. МВТУ имени Н. Э. Баумана, — за цикл работ по нелинейным схемам управления роботов и манипуляторов.
9. Журавлёв, Виктор Филиппович, ст. н. с. ИПМАН, — за цикл работ по теории вибрации гироскопов.
10. Потапов, Михаил Алексеевич, Васнев, Анатолий Николаевич, Бознякова, Галина Петровна, Классов, Виктор Николаевич, Сухина, Ольга Григорьевна, Шигина, Елена Дмитриевна, мл. н. с., Мазепова, Нина Николаевна, Тычинина, Галина Григорьевна, ст. лаборанты, сотрудники ВНИИХРОЧВ, — за разработку комбинированных физико-химических методов анализа для исследования элементного состава неорганических продуктов, используемых в оптическом стекловарении и волоконной оптике.
11. Пумпен, Павел Павлович, Бауман, Виестур Рейнхардович, мл. н. с. ИОС АН Латвийской ССР, — за цикл работ по регуляции репликации РНК у РНК-содержащих бактериофагов.
12. Рахманов, Борис Николаевич, Мальков, Иван Алексеевич, ст. н. с., Малютин Сергей Александрович, ст. инженер сотрудники ВЦНИИ охраны труда ВЦСПС, — за разработку и внедрение комплекса мероприятий по обеспечению безопасности при эксплуатации мощных радиоизотопных установок и охране внешней среды.
13. Сабурова, Татьяна Петровна, мл. н. с. ИИНА АМН СССР, — за цикл работ по изменчивости и селекции культур продуцентов противоопухолевых антибиотиков рубомицина и карминомицина.
14. Тихомирова, Лайма Павловна, мл. н. с., Петровская, Любовь Леоновна, ст. лаборант, Солонин, Александр Сергеевич, мл. н. с. ИБФМАН, — за цикл работ по получению рекомбинантных молекул ДНК методом генной инженерии.
15. Филиппенков, Анатолий Анатольевич, руководитель группы стального литья, Кислицын, Владимир Фёдорович, мл. н. с., Шагалов, Владимир Леонидович, ст. инженер, сотрудники Уральского НИИЧМ, — за повышение качества сталей для отливок за счёт легирования ванадием с использованием конвертерного ванадиевого шлака и внедрение их в промышленное производство.
16. Шевяков, Алексей Юрьевич, ст. н. с. ЦЭМИАН, — за цикл работ по экономико-математическим методам и моделям в задачах планирования и координации комплексных научно-технических исследований.

## 1977
1. Монография «Очерки истории Московской организации ВЛКСМ» М.: Московский рабочий, 1976 (председатель редакционной коллегии Пегов, Анатолий Михайлович, научный редактор Таранов, Евгений Васильевич).
2. Антипов, Юрий Михайлович, Лебедев Алексей Алексеевич, Беззубов, Виктор Александрович, Половников, Сергей Александрович, Селезнёв, Владимир Сергеевич, Сытин, Александр Николаевич, мл. н. с. ИФВЭ, — за цикл исследований по образованию J/Ψ частиц протонами с импульсом 70 ГэВ/с и мюонных пар отрицательными частицами с импульсом 43 ГэВ/с.
3. Барабанщикова, Ирина Борисовна, Гурлянд, Виктор Григорьевич, Мусакин, Дмитрий Александрович, мл. н. с. ГИПХ, — за разработку технологии производства изотопа фосфора-33 и меченых соединений на его основе.
4. Богданов, Виктор Николаевич, ст. лаборант, Забузов, Сергей Александрович, Литвиненко, Александр Александрович, ст. н. с., ст. н. с., Зибаров, Владилен Васильевич, Кирюхин, Александр Максимович, ведущие инженеры, Никитин Владимир Иванович, Чернышов, Николай Иванович, ст. инженеры, Пирогов, Борис Николаевич, ассистент, сотрудники ЛИАП, — за исследование и разработку функциональных микроволновых акустических устройств для радиосистем.
5. Богомолов, Павел Яковлевич, мл. н. с. ВНИИ масличных культур, — за разработку приёмов противоэрозионной обработки карбонатных чернозёмов под подсолнечник в Краснодарском крае.
6. Борович, Людмила Николаевна, инженер, Васильев, Борис Иванович, Дарзнек, Сергей Андреевич, мл. н. с. НИИ метеорологической службы, Козловский, Владимир Иванович, мл. н. с. ФИАН имени П. Н. Лебедева; Ильяшенко, Татьяна Алексеевна, Кошевой, Александр Васильевич, ст. инженеры, Кацап, Виктор Наумович, Корницкий, Ефим Ушерович, инженеры, Уласюк, Владимир Николаевич, нач. сектора, Хряпов, Владимир Тимофеевич, нач. отдела, сотрудники НИИ, — за исследование и создание сканирующих полупроводниковых лазеров с электронным возбуждением для проекционных телевизионных систем.
7. Буданова, Мария Алексеевна, Карандашова, Нина Петровна, Яшина, Тамара Васильевна, мл. н. с., Гольдин, Павел Ошерович, ст. инженер, Курбатова, Нина Ивановна, ст. лаборантка, Галанина, Татьяна Игоревна, лаборантка, сотрудники Охтинского НПО «Пластполимер», — за комплекс работ по исследованию, синтезу и испытанию высокоактивных гомогенных ванадиевых катализаторов для крупнотоннажного производства полиэтилена.
8. Вилка, Илга Карловна, ст. н. с. Рижского НИИ травматологии и ортопедии, — за разработку и внедрение биомеханического принципа управления периодом реабилитации
9. Ворожцов, Евгений Васильевич, Гулидов, Александр Иванович (Институт теоретической и прикладной механики СО АН СССР), Кузнецов, Юрий Алексеевич (Вычислительный центр СО АН СССР), Валиуллин, Амир Нуруллович, Паасонен, Виктор Иванович, Сафин, Рафаил Иршатович (НГУ), — за создание комплекса программ для математического моделирования тепловых и газодинамических процессов.
10. Георгиев, Владимир Анатольевич, ст. преподаватель МГУ имени М. В. Ломоносова, — за монографию «Внешняя политика России на Ближнем Востоке в конце 30-х — начале 40-х годов XIX века», М., Издательство МГУ, 1976.
11. Каркищенко, Николай Николаевич, профессор, зав. кафедрой клинической фармакологии Ростовского мединститута, — за монографию «Фармакология системной деятельности мозга», Ростов-на-Дону, 1975.
12. Козлов, Валерий Васильевич, ассистент МГУ имени М. В. Ломоносова, — за цикл работ по исследованию методов качественного анализа в динамике твёрдого тела.
13. Кошелев, Александр Евдокимович, Карепов, Сергей Александрович, нач. бюро, Кропочев, Александр Владимирович, Петрунин, Михаил Васильевич, ст. инженеры, Отец, Владимир Леонидович, инженер, сотрудники ЗСМЗ; Мышляев, Леонид Павлович, ст. н. с., Сидоренко Борис Степанович, руководитель группы, Пигида, Пётр Васильевич, Баранчук, Валентина Васильевна, мл. н. с. Новокузнецкого сектора, Виноградов, Игорь Александрович, мл. н. с. ВЦНИИКА, — за разработку и внедрение интегрированной АСУ кислородно-конвертерным цехом № 2 «Запасибметзавода».
14. Поляков, Леонид Лукьянович, Котенко, Пётр Иванович, Лишенко, Александр Петрович, ст. н. с., Фишук, Александр Викторович, ст. инженер, Жуков, Юрий Петрович, Боруменский, Владимир Александрович, инженеры, Егоркин, Николай Петрович, конструктор, Сосунов, Александр Ильич, слесарь экспериментального завода, сотрудники Донецкого отделения института «Гипроуглеавтоматизация»; Горобец, Валентин Васильевич, машинист щитового агрегата шахты имен Артёма, — за создание систем дистанционного и автоматизированного управления щитовыми агрегатами, применяемыми для выемки крутых пластов.
15. Пятков, Вячеслав Иванович, Сидоров, Андрей Николаевич, Хорошев, Николай Григорьевич, Яковлев, Виталий Михайлович, ст. н. с., Суровнев, Николай Васильевич, и. о. зав. сектором, Торопов, Сергей Валерьевич, геолог, сотрудники Западно-Сибирского НИГРНИ, — за разработку системы адаптивной оптимизации геологоразведочного процесса.
16. Строев, Николай Павлович, Алымкулов, Джениш-Алы Садык-Алиевич, Адкин, Виктор Афанасьевич, ведущие инженеры, Пластун, Владимир Андреевич, ведущий конструктор, Круглова, Людмила Сергеевна, конструктор, Усупбеков, Ишен, инженер-испытатель, Сибилев, Александр Фёдорович, слесарь, сотрудники ГСКБ по сеноуборочной техники; Муралиев, Амангельды Мурсадыкович, инструктор промышленно-транспортного отдела Фрунзенского горкома КП Киргизской ССР, — за создание высокопроизводительного пресс-подборщика для заготовки прессованного сена
17. Улле, Зинаида Георгиевна, мл. н. с. ИБ Коми филиала АН СССР, — за цикл исследований по флоре Северо-Востока Европейской части СССР.

## 1978
1. Аветисян, Грант Александрович, профессор, зам. гл. учёного секретаря президиума Армянской АН ССР; Ганичев, Валерий Николаевич, гл. редактор газеты «Комсомольская правда»; Зиновьев, Анатолий Петрович, доцент, зав. кафедрой истории ВЛКСМ ВКШ при ЦК ВЛКСМ; Привалов, Виктор Владимирович, профессор, зав. кафедрой истории КПСС ИПКПОН при ЛГУ имени А. А. Жданова; Сулемов, Владимир Александрович, профессор АОН при ЦК КПСС, — за работы по истории ВЛКСМ и международному молодёжному движению.
2. Автономова, Наталия Сергеевна, мл. н. с. ИФАН, — за монографию «Философские проблемы структурного анализа в гуманитарных науках» (М., «Наука», 1977)
3. Акопян, Изабелла Оганесовна, Акопян, Эдик Врамович, ст. инженеры, Галаян, Александр Егишович, Каспаров, Рыбен Перчевич, ст. н. с., Арутюнян, Анаит Ханаевич, Макарян, Гоар Араратович, Мелконян, Лева Вардгесович, Минасян, Виктор Амаякович, Яшхибекян, Светлана Андраниковна, ведущие инженеры, Мушегян, Рубик Андраникович, ст. инженер, сотрудники НИИ, — за разработку комплекса автоматического контроля качества гибридных интегральных микросхем в процессе изготовления
4. Акопян, Владимир Сергеевич, зав. отделом, Большунов, Андрей Валентинович, ст. н. с., Наумиди, Леонид Петрович, руководитель группы, сотрудники НИИ глазных болезней МЗ СССР; Виноградов, Александр Леонидович, инженер ФИАН имени П. Н. Лебедева; Салюк, Владимир Дмитриевич, Маштаков, Дмитрий Михайлович, ведущие инженеры предприятия, — за цикл работ по лазерной микрохирургии переднего отдела глаза
5. Асатрян, Левон Сисакович, инженер, Котелянский, Виктор Элизарович, мл. н. с., Кахниашвили, Давид Георгиевич, Руткевич, Николай Михайлович, аспирант, сотрудники ИБАН, Зайкина Ольга Эдуардовна, мл. н. с. ВКНЦ АМН СССР, — за цикл работ по изучению молекулярных механизмов биосинтеза белка: бесфакторной (низкоэнергетической) трансляции на рибосомах
6. Баграев, Николай Теймуразович, Власенко, Леонид Сергеевич, мл. н. с. ФТИАН имени А. Ф. Иоффе; Карпов, Юрий Анатольевич, ст. инженер, Кервалишвили, Паата Джамлетович, мл. н. с. института «Гиредмет», — за цикл работ по созданию и исследованию новых полупроводниковых материалов на основе легированных германия и кремния
7. Беленков, Юрий Никитович, ст. н. с., Атьков, Олег Юрьевич, Ашмарин, Игорь Юрьевич, мл. н. с. ВКНЦ АМН СССР, — за разработку и внедрение ультразвуковых методов диагностики основных заболеваний сердца
8. Борейко, Наталья Павловна, ст. инженер, Зуев, Валерий Павлович, гл. инженер завода, Курбатов, Владимир Анатольевич, зам. нач. ЦНИЛ, сотрудники Нижнекамского ПО «Нижнекамскнефтехим»; Логинова, Наталья Борисовна, инженер СОПНЗ; Мирясова, Фарида Кабировна, инженер КХТИ; Гизатуллина, Люция Яруловна, ст. лаборант ИОФХ Казанского филиала АН СССР, — за разработку и внедрение в промышленное производство новых ингибирующих систем при выделении мономеров синтетического каучука методами ректификации
9. Ванинский, Владимир Маркович, Сулименкова, Светлана Васильевна, ведущие инженеры, Байбузенко, Владимир Николаевич, инженер, Лежанин, Николай Иванович, конструктор Славянского филиала, сотрудники ВНИПКИММ; Щербинин, Александр Александрович, нач. лаборатории Ворошиловградского трубного завода; Биневская, Людмила Фёдоровна, инженер ГНИПИМП; Ходырев, Владимир Ильич, слесарь ВНИПКИТВЧ, — за создание агрегатов для производства тонкостенных спиральношовных оцинкованных трубопроводов для поливного земледелия
10. Горохов, Юрий Аркадьевич, Макаров, Александр Аркадьевич, Пурецкий, Александр Александрович, Рябов, Евгений Артурович, Фурзиков, Николай Порфирьевич, мл. н. с. ИСАН; Акулин, Владимир Михайлович, Алимпиев, Сергей Сергеевич, мл. н. с., Сартаков, Борис Григорьевич, аспирант ФИАН имени П. Н. Лебедева; Низьев, Владимир Григорьевич, нач. группы, Стародубцев, Александр Иванович, инженер, сотрудники ИАЭ имени И. В. Курчатова, — за цикл работ по исследованию изотопически-селективной диссоциации молекул и разделению изотопов в сильном инфракрасном лазерном поле
11. Гущин, Виктор Павлович, сотрудник НИЗИС Нечернозёмной полосы ВАСХНИЛ, — за цикл работ «Современные почвенные процессы в орошаемых солонцовых почвах»
12. Дёмин, Юрий Ильич, ст. н. с. МГУ имени М. В. Ломоносова; Ярмолюк, Владимир Викторович, мл. н. с. ИГРМПМГАН, — за цикл работ «Вулканогенные комплексы и связанные с ними колчеданно-полиметаллические месторождения»
13. Денисов, Михаил Михайлович, мл. н. с., Владимир Николаевич Якимец, ст. инженер, сотрудники ВНИИ системных исследований, Березовский, Борис Абрамович, ст. н. с., Виноградская, Татьяна Мухаметовна, мл. н. с., сотрудники ИПУ, — за цикл работ по разработке и применению моделей многокритериальной оптимизации для решения задач формирования и выбора вариантов сложных систем
14. Дерябин, Николай Иванович, вед. инженер, Швецков, Алексей Николаевич, вед. инженер, Червяков, Сергей Вадимович, инженер-конструктор, Григоренко, Ольга Александровна, мл. н. с., сотрудники НИИ прикладной гидромеханики Министерства машиностроения СССР, — за цикл работ в области «специального аппаратостроения»
15. Женсыкбаев, Александр Алипканович, доцент КГУ имени С. М. Кирова, — за цикл работ по сплайн-аппроксимации и наилучшим квадратурным формулам
16. Зиядуллаев, Наби Саидкаримович, зав. лабораторией ИК ВЦ АН УзССР, — за цикл работ по математическим методам и моделям планирования и управления (на материалах исследования проблем оптимизации развития и размещения лёгкой промышленности УзССР)
17. Клёсов, Анатолий Алексеевич, ст. н. с. МГУ имени М. В. Ломоносова, — за цикл работ по исследованию специфичности ферментативного катализа
18. Колокольчиков, Владислав Владимирович, доцент КГУ, — за цикл работ по исследованию деформирования сред в условиях нелинейной наследственности и неклассической пластичности
19. Пайгин, Юрий Фёдорович, нач. отдела, Сабателли, Владимир Витальевич, ведущий конструктор, Лаврик, Сергей Георгиевич, конструктор, Мирошниченко, Юрий Борисович, ведущий конструктор, Мухидова, Тамара Усмановна, ст. инженер, Васильев, Александр Глебович, конструктор, Гайдин, Александр Борисович, зам. гл. технолога завода, Гумановский, Марк Григорьевич, конструктор, сотрудники ПТОТМ «Узбектекстильмаш», — за разработку машин ровничных Р 192-5, Р 260-5
20. Радик, Стефан Васильевич, ассистент ЛПИ, — за исследование эрозионно-устойчивых профилей рабочих лопаток влажнопаровых турбинных ступеней
21. Саари, Пээтер Маанувич, зав. сектором Института физики АН ЭССР; Толсторожев, Георгий Борисович, ст. н. с., Болотько, Леонид Максимович, ст. н. с. ИФ АН БССР, — за цикл работ по спектроскопическому исследованию физических явлений и релаксационных процессов в кристаллах и молекулах

## 1979
1. Азаров, Николай Янович, зав. лабораторией, Анциферов, Андрей Вадимович, мл. н. с., Поляков, Виктор Константинович, ст. н. с., работники Подмосковного НПКУИ; Киселёв, Николай Николаевич, нач. геофизического участка предприятия по осушению шахтных полей, профилактике подземных пожаров и рекультивации земель «Новомосковскшахтоосушение», — за разработку и внедрение сейсмического метода прогноза нарушенности угольных пластов (на примере Подмосковного угольного бассейна)
2. Алёшин, Игорь Владимирович, Комолов, Владимир Леонидович, Салядинов, Валерий Серверович, мл. н. с. ГОИ имени С. И. Вавилова; Епифанов, Александр Сергеевич, ст. н. с., Виноградов, Андрей Владимирович, ст. н. с., Ковалёв Валерий Иванович, мл. н. с., работники ФИАН имени П. Н. Лебедева; Нечитайло, Владимир Степанович, ст. н. с., Трибельский, Михаил Исаакович, мл. н. с. НИИОПК; Радченко, Владимир Вячеславович, мл. н. с. НИИЯФ МГУ имени М. В. Ломоносова, — за цикл работ по исследованию оптического пробоя стёкол
3. Антонов, Виктор Александрович, Стариков, Сергей Николаевич, ст. инженеры, Евтихиев, Николай Николаевич, мл. н. с. МИФИ; Плешанов, Павел Григорьевич, ст. н. с. ЦНИИКФ МЗ СССР, — за разработку методов и устройств когерентно-оптической обработки физической и медицинской информации
4. Аранович, Анна Майоровна, врач-ординатор, Голиков, Валерий Дмитриевич, Палиенко, Людмила Алексеевна, Петровская, Наталья Виловна, Попков, Арнольд Васильевич, Сушко, Геннадий Степанович, мл. н. с., Шевченко, Геннадий Иванович, ст. н. с., Предеин, Александр Петрович, Шеин, Александр Порфирьевич, руководители групп, сотрудники Курганского НИИЭКОТ, — за цикл работ по разработке и совершенствованию конструкций аппаратов для чрескостного остеосинтеза, методов исследований, экспериментально-теоретическому обоснованию и внедрению в практику травматологии и ортопедии новых способов лечения больных по Илизарову
5. Аристов, Виталий Васильевич, ст. н. с., Шмытько, Иван Михайлович, Шулаков, Евгений Владимирович, мл. н. с. ИФТТАН, — за цикл работ по дифракционной кристаллооптике расходящегося пучка рентгеновских лучей
6. Богачёв, Юрий Павлович, зав. лабораторией, Кондриков, Александр Иванович, зам. зав. лабораторией, Ладик, Владимир Николаевич, ст. инженер, Чернышов, Валерий Владимирович, ст. н. с. ЭНИМС; Крищюкайтис, Валентинас Антанович, ведущий конструктор, Розман, Григорий Иммануилович, и. о. ст. н. с. Вильнюсского филиала его Вильнюсского филиала; Белоусов, Владимир Ильич, инженер-конструктор МСПО «Красный пролетарий»; Крончев, Георгий Иванович, ведущий конструктор Ульяновского ГСКБТФС; Лукашёв, Юрий Александрович, инженер-конструктор Вильнюсского ССЗ; Кальсин, Владислав Николаевич, инженер-конструктор ВНИПКТИ релестроения; Гордовой, Владимир Андреевич, зав. лабораторией НИИ Прокопьевского завода «Электромашина», — за создание и внедрение в промышленность комплектного электрооборудования для металлорежущих станков с адаптивным управлением
7. Витченко, Владимир Степанович, Семёнов, Юрий Николаевич, ведущие конструкторы, Макаров, Евгений Михайлович, Рябченко, Юрий Григорьевич, фрезеровщики, Охлабыстин, Дмитрий Аркадьевич, обмотчик, Шалаев, Владимир Григорьевич, конструктор, сотрудники ЛЭМСО «Электросила» — за разработку и внедрение бесщёточной системы возбуждения турбогенератора мощностью 1200 МВт
8. Горячева, Ирина Георгиевна, мл. н. с. ИПМех АН, — за цикл работ по применению методов теории упругости к вопросам трения, износа и контактной жёсткости
9. Долгова, Ольга Викторовна, ст. преподаватель МГУ имени М. В. Ломоносова, — за монографию «Семиотика неплавной речи (на материале английского языка)». М., «Высшая школа», 1978
10. Дощанов, Хизат Искакович, Филимонов, Николай Георгиевич, Искаков, Булат Кудайбергенович, мл. н. с. Института ботаники АН КССР; Прангишвили, Давид Александрович, мл. н. с. Института физиологии АН ГССР; Шик, Валентин Владимирович, ст. лаборант, Белявский, Александр Вадимович, мл. н. с., Бавыкин, Сергей Георгиевич, аспирант, сотрудники ИМБАН, — за цикл работ по молекулярной генетике: структура, функция нуклеопротеидов и ферментов нуклеинового обмена
11. Иконникова, Светлана Николаевна, профессор, зав. кафедрой ЛГИК; Лисовский, Владимир Тимофеевич, и. о. профессора, руководитель лаборатории НИИКСИ при ЛГУ имени А. А. Жданова; Лутошкин, Анатолий Николаевич, доцент, Уманский, Лев Ильич, профессор, зав. кафедрами, сотрудники КГПИ, — за цикл работ по проблемам коммунистического воспитания молодёжи
12. Кирилин, Алексей Дмитриевич, мл. н. с. ГНИИХТЭОС; Тюляев, Иван Иванович, зам. гл. инженера цеха, Шмаков, Андрей Николаевич, нач. опытно-экспериментального участка, сотрудники ХФЗ «Акрихин», — за разработку и внедрение новых кремнийорганических продуктов
13. Лабренец, Борис Владимирович, Новиков, Евгений Дмитриевич, мл. н. с., Наумов, Евгений Артурович, Попов, Игорь Геннадьевич, Фонотов, Андрей Георгиевич, ст. н. с. ЦЭМИАН; Гюрджян, Ара Смбатович, зав. сектором ВЦ Госплана Армянской ССР; Садков, Виктор Георгиевич, зав. лабораторией НИИАЭМ при Томском институте АСУ и радиоэлектроники; Тамбовцев, Виталий Леонидович, доцент МГУ имени М. В. Ломоносова, — за цикл исследований по программно-целевому методу в планировании экономического, научно-технического и социального развития (вопросы теории, методологии и практического использования)
14. Лоскутов, Пётр Алексеевич, Ратнер, Александр Григорьевич, мл. н. с. ВНИКТИТП; Федянина, Нина Сергеевна, конструктор, Сапиташ, Александр Владимирович, электромонтёр, сотрудники ВНИПКИММ; Юрков, Анатолий Иванович, вальцовщик НЮТЗ; Журба, Александр Савельевич, зам. нач. цеха ДТПЗ; Заяц Александр Анатольевич, ст. н. с., Чус, Александр Владимирович, доцент, сотрудники ДМетИ; Зеленцов, Александр Николаевич, ст. преподаватель МИСиС; Вильде, Юрий Альбертович, инженер-конструктор ПО «Электростальтяжмаш», — за разработку и совершенствование высокоэффективных процессов непрерывной прокатки стальных бесшовных труб, создание нового трубопрокатного оборудования большой единичной мощности и их внедрение на отечественных металлургических заводах
15. Парфёнов, Виталий Фёдорович, зам. нач. ГУ лесовосстановления МЛХ РСФСР, — за монографию «Комплекс в кедровом лесу» (М., «Лесная промышленность», 1979), обобщающую опыт проведённого по инициативе и непосредственном широком участии комсомольцев и молодёжи народно-хозяйственного эксперимента по организации рационального природопользования в кедровом лесу
16. Петров Владимир Иванович, ассистент ВГМИ, — за цикл работ по исследованию организации симпатических механизмов спинного мозга (нейрофизиологическое и нейрофармакологическое исследование)
17. Тамиров, Михаил Львович, ст. н. с., Евстратов, Александр Михайлович, Клоков, Анатолий Николаевич, Семёнов Владимир Георгиевич, ст. инженеры, сотрудники ВНИИМСХ, — за обоснование, разработку и внедрение в производство комплекса приборов для автоматизации контроля энергетических, эксплуатационных режимов и технологических процессов мобильных с/х агрегатов
18. Фирскин, Евгений Семёнович, Федин, Валерий Алексеевич, Чвилёва, Надежда Юрьевна, ст. н. с. МИСИ, — за разработку и, создание и внедрение суперлёгкого минерального гранулированного теплоизоляционного материала «Стеклопор»
19. Худякова, Людмила Семёновна, ст. исследователь ИМЭМОАН, — за монографию «Американские банки на мировых рынках» (М., «Наука», 1979)
20. Участники высокоширотной полярной экспедиции газеты «Комсомольская правда»: Шпаро, Дмитрий Игоревич, доцент МИСиС, Давыдов Вадим Александрович, зам. гл. врача по лечебной части больницы № 53 Пролетарского района Москвы, Леденёв, Владимир Павлович, ст. н. с. ВНИИПБ, Мельников Анатолий Васильевич, ст. инженер в/ч, Рахманов, Владимир Фёдорович, гл. конструктор проекта СКБ «Мосгидросталь», Хмелевский, Юрий Ильич, ст. н. с. ЦЭМИАН, Шишкарёв, Василий Иванович, рабочий УДХБ Фрунзенского района Москвы, Лабутин, Леонид Михайлович, ведущий конструктор НИИ, Деев, Михаил Гаврилович, ст. н. с. МГУ имени М. В. Ломоносова, Иванов, Георгий Нилович, ст. н. с. ВНИИОУ, Склокин, Фёдор Николаевич, ст. н. с. МИСиС, Шатохин, Александр Александрович, инженер-технолог Фрязинского завода имени 50-летия СССР, — за осуществление первого в мире перехода по льду от берегов СССР к Северному полюсу без использования вспомогательных средств передвижения, проведённые научные эксперименты, проявленные при этом героизм и мужество, активную пропаганду достижений нашей страны по освоению Арктики.

## 1980
1. Алексеев Евгений Борисович, нач. лаборатории, Белопильский, Леонид Михайлович, Хорощо, Галин Фёдоровна, инженеры, Зайцевский, Игорь Владимирович, Курилов, Андрей Валентинович, ведущие инженеры, сотрудники ЦНИИС; Рудов, Юрий Константинович, нач. сектора, Кабанов, Владимир Константинович, ст. инженер ПОЛ; Белов, Александр Владимирович, ст. инженер ФИАН имени П. Н. Лебедева; Гусовский, Дмитрий Данилович, мл. н. с. ИХАН; Ковалёва, Наталья Алексеевна, инженер ОКБ кабельной промышленности, — за цикл работ по разработке и внедрению оборудования линейного тракта и комплекса КИП соединительных линий связи на волоконнооптическом кабеле для городских АТС на скорость передачи 2 048 Мбит/с
2. Алексеева, Ольга Константиновна, ст. инженер, Беляев, Владимир Никитич, зав. НТЛ, Шишкин, Анатолий Владимирович, ст. н. с. МИФИ, — за работу «Позитронная диагностика — новый метод исследований физико-химических свойств вещества»
3. Ашихмин, Герман Викторович, руководитель сектора, Теплышев, Павел Павлович, ассистент, Смирнов, Леонид Николаевич, аспирант МИСиС; Клевцов, Анатолий Иванович, зав. группой, Крючков Владимир Александрович, ведущий конструктор, Леликов, Владимир Алексеевич, инженер-механик ВНИИМЕТМАШ; Лайко, Михаил Юрьевич, ст. н. с. ЦНИИЧМ; Малиновский, Анатолий Фёдорович, ст. вальцовщик ММК имени В. И. Ленина; Сафьян, Александр Матвеевич, ст. н. с. ИЧМ МЧМ СССР; Шатенок, Владимир Яковлевич, вальцовщик ЛСПЗ, — за комплекс научно-исследовательских и проектно-конструкторских работ, обеспечивший улучшение качества проката, повышение производительности отечественных 20-валковых станов
4. Белый, Юрий Петрович, Голуб, Елена Ивановна, ст. инженеры УрНИИЧМ; Косенко, Вячеслав Викторович, инженер-конструктор ПО «ВТЗ имени Ф. Э. Дзержинского»; Пацеля, Сергей Алексеевич, мл. н. с., Подрубалов, Валерий Карлович, ст. н. с. ГСНИТИ; Леках, Семён Наумович, зав. отделом отраслевой НИЛ БПИ; Овсянников, Александр Львович, аспирант МВМИ; Жук, Василий Владимирович, инженер-конструктор ПО «МТЗ имени В. И. Ленина»; Фурман, Евгений Львович, Пастухов, Борис Андреевич, ст. н. с. УПИ имени С. М. Кирова, — за создание и внедрение в производство упрочнённых литых материалов для современных конструкций ходовых систем энергонасыщенных тракторов
5. Булгаков, Сергей Александрович, Иваников, Игорь Олегович, мл. н. с. клиники гастроэнтерологии ЦНИД МЗ СССР, — за исследование «Нейрогуморальные взаимосвязи при дуоденальной язве»
6. Бунин, Михаил Станиславович, аспирант, Губкин, Виталий Николаевич, мл. н. с. ВНИИССОК, — за работу «Интродукция стахиса в СССР»
7. Вавилин, Геннадий Владимирович, инженер, Зайончковский, Анатолий Иосифович, инженер, Новиков, Борис Васильевич, инженер, Петрухин, Владимир Александрович, мл. н. с., Сыров, Виктор Валентинович, зав. сектором, сотрудники ИК имени В. М. Глушкова АН УССР; Денисенко, Вячеслав Платонович, нач. НИО, Присяжнюк, Олег Арсеньевич, и. о. нач. НИС, Матвийчук, Владимир Васильевич, сотрудники Киевского ПО имени С. П. Королёва; Житков, Николай Александрович, инженер-конструктор, Юрченко Николай Николаевич, руководитель группы, сотрудники Львовского ПО имени В. И. Ленина, — за разработку и внедрение в производство средств кибернетической техники для обработки данных и управления технологическими процессами в промышленности
8. Воеводин, Александр Феликсович, мл. н. с. ИЭПТ АМН СССР; Алиев, Меджид Нуритдинович, ст. н. с., ст. н. с. АзГМИ; Самсонова, Наталья Александровна, патофизиолог, ст. лаборант ИОППФ АМН ССР; Шандра, Алексей Антонович, патофизиолог, ассистент ОдМИ имени Н. И. Пирогова, — за цикл работ по фундаментальным проблемам теоретической медицины
9. Гаев, Леонид Григорьевич, ст. инженер, Глухих, Владимир Архипович, инженер, Дрягин, Вениамин Викторович, ст. инженер, Лузгин, Владислав Игоревич, ассистент, Новиков, Алексей Алексеевич, мл. н. с., Рухман, Андрей Александрович, мл. н. с. УПИ имени С. М. Кирова; Дейнека, Алексей Сергеевич, инженер-конструктор ВАЗ имени 50-летия СССР; Романов, Анатолий Михайлович, нач. группы измерений отдела физических исследований ЦНИЛ ПО «Нижневартовскнефтегаз» Главтюменнефтегаза; Шабельянский, Александр Григорьевич, ст. н. с. СибНИИНП; Шубин, Андрей Всеволодович, ведущий конструктор лаборатории ВНИИЯГГ, — за разработку и промышленное внедрение высоконадёжных тиристорных преобразователей для индукционного нагрева металлов в технологии производства автомобилей, а также аппаратуры акустического воздействия в технологии добычи нефти на месторождениях Западной Сибири
10. Гинзбург, Наум Самуилович, Сморгонский, Андрей Владимирович, мл. н. с. ИПФАН; Жерлицын, Алексей Григорьевич, ст. н. с. НИИЯФ при ТПИ; Коровин, Сергей Дмитриевич, мл. н. с. ИСЭ СО АН СССР; Кременцов, Владимир Иванович, мл. н. с. ФИАН имени П. Н. Лебедева, — за цикл работ по теоретическому и экспериментальному исследованию индуцированного излучения сильноточных релятивистских электронных пучков и созданию на этой основе мощных источников ЭМК
11. Замолодчиков, Александр Борисович, мл. н. с. ИТФАН имени Л. Д. Ландау, — за цикл работ по S-матричному подходу к исследованию точнорешаемых моделей КТП
12. Захарьев, Владимир Михайлович, мл. н. с., Крамеров, Дмитрий Александрович, Рубцов, Пётр Михайлович, Фролова, Елена Ивановна, Чумаков, Илья Михайлович, мл. н. с., Скрябин, Константин Георгиевич, ст. н. с., Краев, Александр Семёнович, Токарская, Ольга Николаевна, аспиранты ИМБАН; Лимборская, Светлана Андреевна, ст. н. с. ИМГ АМН СССР; Хмеляускайте, Валерия Гендриковна, мл. н. с. ВНИИПЭ, — за исследование структуры генома высших организмов методами генетической инженерии
13. Козлов, Игорь Анатольевич, зав. отделом, Каулен, Андрей Дмитриевич, Семёнов, Алексей Юрьевич, мл. н. с., Константинов Александр Александрович, Глаголев, Алексей Николаевич, ст. н. с. НИЛ молекулярной биологии и биоорганической химии имени А. Н. Белозерского МГУ имени М. В. Ломоносова; Кондрашин, Андрей Александрович, ст. н. с. УДН имени Патриса Лумумбы, — за цикл исследований по мембранным преобразователям энергии живой клетки
14. Лебедев Владимир Валентинович, ст. лаборант ВНИИ фитопатологии; Савельева, Любовь, Фёдоровна, ст. н. с. ВНИИОЗ, — за большой вклад в развитие с/х науки и внедрение достижений передового опрыта в практику сельского хозяйства
15. Моисеев, Евгений Иванович, доцент факультета вычислительной математики и кибернетики МГУ имени М. В. Ломоносова, — за цикл работ по некоторым вопросам спектральной теории уравнений смешанного типа
16. Мустель, Ирина Павловна, Поляковский, Владимир Яковлевич, мл. н. с. Петров, Евгений Владимирович, ст. н. с., Смирнов, Сергей Николаевич, слесарь ВНИПИ галургии, — за исследование гидрогеомеханических свойств надсолевых осложнений с целью повышения извлечения и качества калийных руд на Старобинском месторождении
17. Суслин, Андрей Александрович, ст. н. с. ЛО МИАН имени В. А. Стеклова, — за цикл работ по проблеме стабилизации в алгебраической К-теории
18. Тхай, Виталий Сергеевич, ст. н. с., Веселов, Александр Владимирович, зав. лабораторией, Рысин, Николай Иванович, ведущий инженер ВНИИ пластпереработки; Евтушенков, Владимир Петрович, гл. инженер Карачаровского ЗПМ НПО «Пластик»; Котенко, Вадим Дмитриевич, инженер-механик, Ткаченко, Ирина Григорьевна, конструктор СКТБ «Машприборпластик»; Саванец, Василий Николаевич, наладчик выдувных агрегатов Олайнского ЗППМ, — за разработку и внедрение в промышленности переработки пластмасс высокотехнологического процесса литья под давлением термопластов с применением низкотемпературных термостатов-холодильников
19. Десятерик, Владимир Ильич, директор издательства ЦК ВЛКСМ «Молодая гвардия», — за цикл работ «Ленин и молодёжь»
20. Шишкин, Владимир Иванович, ст. н. с. ИИФФ СО АН СССР, — за монографию «Революционные комитеты Сибири в годы гражданской войны 1919—1921 годов» (Новосибирск, «Наука», 1978)
21. Хачин, Владимир Николаевич, сотрудник Сибирского физико-технического института, — за работы по физике и металлургии титано-никелевых сплавов с памятью формы (нитинола), в составе коллектива авторов

## 1981

### I. В области общественных наук
1. Кузнецова, Людмила Ивановна, Маштакова, Клара Александровна, ст. н. с. музея «Кабинет и квартира В. И. Ленина», — за цикл работ по исследованию жизни и деятельности В. И. Ленина, Н. К. Крупской, М. И. Ульяновой и пропаганде ленинского наследия среди молодёжи
2. Каменецкая, Елена Павловна, ст. н. с. ИГПАН, — за монографию «Космос и международно-правовые проблемы», М., «Наука», 1980
3. Паньков, Владимир Степанович, доцент МГУ имени М. В. Ломоносова, — за серию работ по критике антимарксистских экономических теорий

### II. В области естественных наук
1. Андреев, Александр Владимирович, ст. н. с. ИБПС ДВНЦ АН СССР, — за монографию «Адаптация птиц к зимним условиям субарктики», М., «Наука», 1981
2. Ахмедзянов, Равиль Харисович, ассистент КМИ имени С. В. Курашова; Буткевич, Ирина Павловна, Ватаева, Людмила Анатольевна, Гнетов, Александр Валентинович, мл. н. с., Михайленко, Виктор Анатольевич, ст. инженер, Погорелов Александр Георгиевич, инженер, сотрудники ИФАН имени И. П. Павлова; Ватаев, Сергей Иванович, мл. н. с. ММБИ Кольского филиала АН СССР; Ярцев, Александр Викторович, ассистент СГУ; Санин, Геннадий Юрьевич, ст. н. с. ДВГУ; Кветной, Игорь Моисеевич, ст. н. с. КМИ имени Д. И. Ульянова, — за цикл работ по фундаментальным проблемам теоретической медицины
3. Быченков, Валерий Юрьевич, мл. н. с., Стародуб, Александр Николаевич, Тихончук, Владимир Тимофеевич, ст. н. с. ФИАН имени П. Н. Лебедева; Волокитин, Александр Сергеевич, Красносельских, Владимир Викторович, мл. н. с. ИКИАН; Гусаков, Евгений Зиновьевич, мл. н. с. ФТИАН имени А. Ф. Иоффе; Мухин, Владимир Васильевич, мл. н. с. ХФТИ АН УССР, — за работу «Физические эффекты в плазменных параметрических процессах»
4. Вильданов, Азат Фаридович, мл. н. с., Фомин, Вячеслав Анатольевич, ст. н. с. ВНИИУС; Майзлиш, Владимир Ефимович, ст. н. с. ИХТИ; Байрамгулов, Наиль Сагидуллович, нач. установки ЗНХП ПО «Салаватнефтеоргсинтез», — за исследование, разработку и внедрение процесса очистки углеводородного сырья от меркаптанов
5. Груздев, Леонид Георгиевич, ст. н. с., зав. лабораторией ВНИПТИ кибернетики МСХ СССР, — за цикл работ «Действие синтетических регуляторов роста на формирование урожая и качества зерна»
6. Гусяков, Вячеслав Константинович, ст. н. с. ВЦ СО АН СССР; Марчук, Андрей Гурьевич, мл. н. с., Чубаров, Леонид Борисович, мл. н. с. ИТПМ СО АН СССР, — за работу «Математическое моделирование волн цунами в приложении к оперативному прогнозу и цунамирайонированию дальневосточного побережья СССР»
7. Исаков, Андрей Юрьевич, ассистент 2 ММИ имени Н. И. Пирогова; Гветадзе, Паата Рамазович, мл. н. с. ТбГИУВ; Миронов, Сергей Павлович, ЦНИИИТО имени Н. Н. Приорова, — за разработку новых методов оперативного лечения хирургических заболеваний у детей
8. Копылов, Владимир Николаевич, мл. н. с. ИФТТАН, — за обнаружение и экспериментальное исследование термомагнитных и гальваномагнитных волн — новых типов электромагнитных волн в металлах
9. Мельник, Леонид Григорьевич, ст. преподаватель, Козин, Эдуард Геннадьевич, ассистент, Боронос, Владимир Николаевич, ст. н. с. Сумского филиала ХПИ, — за работу «Оценка и прогнозирование экономических исследований загрязнения окружающей среды»
10. Россихин, Владимир Павлович, ст. н. с., зав. лабораторией селекцентра Донского ЗНИИСХ МСХ РСФСР, — за создание новых скороспелых сортов риса для условий Ростовской области и других районов северного рисосеяния
11. Хачиян, Леонид Генрихович, мл. н. с. ВЦ АН СССР, — за цикл работ по полиномиальным алгоритмам в линейном программировании

### III. В области техники
1. Альперович, Сергей Владимирович, Булгаков, Виктор Иванович, мл. н. с., Попсуенко, Иван Константинович, ст. н. с., Рыжков, Виктор Михайлович, Шитова, Ирина Викторовна, мл. н. с. НИИОПС имени Н. М. Герсеванова; Экштейн, Леонид Иванович, нач. отдела Казахского ПТИФ, — за разработку и внедрение встроительство новых методов устройства оснований и фундаментов в сложных грунтовых условиях южных районов СССР
2. Антонов, Николай Евгеньевич, мл. н. с., Глушенко, Александр Петрович, Кораблин, Александр Васильевич, ст. инженеры, Галямова, Елена Валентиновна, Горячев, Юрий Владимирович, инженеры, Крюков, Владимир Валентинович, Марчук, Владимир Иванович, аспиранты, Марков, Аркадий Алексеевич, ассистент, сотрудники МВТУ имени Н. Э. Баумана; Вигдорчик, Владимир Ихиэлович, врач-уролог больницы имени С. П. Боткина, — за исследование, разработку и внедрение информационно-измерительных средств контроля биологических объектов
3. Гречников, Фёдор Васильевич, Мордасов, Василий Иванович, доценты, Маслов, Валентин Дмитриевич, ассистент, сотрудники КАИ; Дмитриев, Александр Михайлович, ст. н. с., нач. отдела МВТУ имени Н. Э. Баумана; Кухарь, Владимир Денисович, доцент ТПИ; Семёнов, Иван Евгеньевич, ассистент МСИИ, — за комплекс разработок по интенсификации процессов холодного деформирования листовых, трубных и объёмных заготовок
4. Дорогой, Игорь Александрович, ст. н. с., Волохов, Виталий Александрович, мл. н. с., Пинягина, Людмила Вениаминовна, инженер, сотрудники Донецкого НИИЧМ, Чикарев, Иван Семёнович, производственный мастер, Юшков, Вячеслав Николаевич, ст. обжигальщик, сотрудники КМК; Топорков, Сергей Николаевич, Филюшкина, Тамара Александровна, ст. инженеры Гипрозема, — за разработку технологии обжига известняка и совершенствование конструкции 5-зонной печи кипящего слоя производительностью 1 000 т/сутки КМК для получения высококачественной металлургической извести с минимальным расходом топлива на процесс
5. Ермилов, Олег Михайлович, ст. н. с., Маслов, Владимир Николаевич, зав. лабораторией, сотрудники Тюменского ГНИПИПГ; Алтунин, Александр Евгеньевич, зам. нач. по математическим методам КИВЦ по добыче газа в тюменской области; Изотов, Николай Иванович, Подоляко, Михаил Иванович, ст. инженерв ВНИИГАЗа; Колбиков, Сергей Валентинович, ассистент МИНГП имени И. М. Губкина; Марчук, Михаил Степанович, ст. геолог ПО «Надымгазпром»; Сулейманов, Рим Султанович, зам. директора по производству ПО «Уренгойгаздобыча» ВПО «Тюменгазпром», — за совершенствование методов проектирования, анализа и управления разработкой Медвежьего и Уренгойского газовых месторождений для обеспечения ускоренного развития ЗСНГК
6. Клименко, Анатолий Павлович, нач. бригады, Дашивец, Александр Николаевич, ведущий конструктор, Друкарь, Виктор Владимирович, Покотилов, Валерий Францевич, Хесин, Владимир Яковлевич, Чирва, Юрий Александрович, Пихало, Александр Степанович, Моисеев, Владимир Гаврилович, инженеры-конструкторы, Калиниченко Владимир Иванович, ведущий инженер, Башмаков, Сергей Дмитриевич, модельщик, сотрудники КБ ГК О. К. Антонова, — за разработку и внедрение в производство дельтапланов «Славутич»
7. Куличихин, Сергей Григорьевич, Фролов, Василий Григорьевич, ст. н. с., Иванкина, Ирина Васильевна, мл. н. с., Валышкина, Людмила Ивановна, инженер, сотрудники НПО «Пластмассы»; Волкова, Татьяна Викторовна, мл. н. с. ИЭСАН имени А. Н. Несмеянова; Гончаров, Александр Иванович, ст. аппаратчик ГХЗ, — за разработку высокоэффективных технологических процессов полимеризации лактамов для создания производства полиамидов в промышленности пластмасс

## 1982
1. Абдираимов, Исамедин, гл. инспектор управления научно-исследовательских работ, Минвуза УзССР; Абдурахманов, Абдумалик Ганиевич, мл. н. с. ТАДИ; Иргашев, Арипжан Акрамович, Шипилевский, Александр Борисович, ст. н. с. Джумаев, Абдурашид Валиевич, Алматаев, Таджибой Арзикулович, Носиров, Шухрат Гайбуллаевич, мл. н. с., Тишин, Владимир Александрович, инженер, Нажмидинов, Мушабер Жабирович, Разаков, Аширбек Абдирахманович, аспиранты, сотрудники ТПИ имени А. Р. Бируни, — за разработку технологии получения высокоэффективных композиционных полимерных материалов и методов прогнозирования их свойств
2. Александров, Виктор Андреевич, нач. ПТО СУ № 14; Бабкин, Сергей Васильевич, прораб СУ № 4; Лещёв, Владимир Георгиевич, ст. инженер СУ № 2 треста «Мосгазпроводстрой»; Березина, Ирина Всеволодовна, Зоненко, Валерий Иванович, ассистенты, Орехов, Владимир Владимирович, ст. преподаватель, Васильев, Геннадий Германович, аспирант, сотрудники МИНГП имени И. М. Губкина; Бортаковский, Владимир Сергеевич, Фомина, Елена Анатольевна, мл. н. с., Гаспарянц, Рубен Саркисович, аспирант, сотрудники ВНИИСТ, — за работу «Повышение эффективности и надёжности строительства магистральных газонефтепроводов за счёт оптимизации организационно-технических решений с учётом специфики условий Западной Сибири»
3. Альжанова, Алла Толыбаевна, Власик, Татьяна Николаевна, мл. н. с., Безлепкина, Тамара Андреевна, аспирантка, сотрудники ИБАН; Домогатский, Сергей Петрович, мл. н. с. ВКНЦ АМН СССР; Тальянский, Михаил Эммануилович, ст. н. с., Бойков, Серей Викторович, Доля, Валерьян Владимирович, Чумаков, Константин Михайлович, мл. н. с., Аграновский, Алексей Анатольевич, ст. лаборант, Вартапетян, Андрей Борисович, мл. н. с. МГУ имени М. В. Ломоносова, — за цикл работ «Молекулярная биология РНК-содержащих вирусов и РНК-связывающих белков эукариотических клеток»
4. Балцат, Иван Николаевич, ст. преподаватель, Унгуряну, Анатолий Михайлович, Чимпоеш, Георгий Павлович, ст. н. с., Габерь, Георгий Семёнович, аспирант, сотрудники Кишинёвского СХИ имени М. В. Фрунзе; Курбанов, Магомед Саидович, директор Дербентского СХТ, — за исследование, разработку и внедрение научно обоснованных предложений по повышению эффективности производства и плодов
5. Белов, Александр Владимирович, ассистент, Борисов, Сергей Григорьевич, Маляров, Сергей Михайлович, мл. н. с., Губарева, Людмила Ивановна, Соломатин, Виталий Фёдорович, инженеры, Ивашов, Евгений Николаевич, ст. преподаватель, сотрудники МИЭМ; Вагин, Николай Сергеевич, Вишнякова, Татьяна Львовна, аспиранты МВТУ имени Н. Э. Баумана; Марусов, Владимир Александрович, ст. преподаватель ВПИ; Попов, Евгений Николаевич, ст. н. с., — за создание и внедрение комплекса автоматизированных функциональных систем и устройств для оборудования электронной техники
6. Бибик, Александр Тихонович, инженер-конструктор, Михайлов, Валерий Михайлович, гл. конструктор СКБ, сотрудники ИК имени В. М. Глушкова АН УССР; Бородулина, Лилия Петровна, ведущий инженер, Чижов, Виктор Вячеславович, ст. инженер, Маркович, Георгий Марицович, Митюрин, Михаил Григорьевич, Гах, Владимир Яковлевич, нач. секторов, Муратов, Касимхан Сяйдуллович, Крутицкий, Александр Юрьевич, руководители групп, Иванова, Ольга Николаевна, инженер, сотрудники института «Ленгипроэнергомаш», — за проектирование и внедрение программного обеспечения автоматизированного проектирования цехов механообрабатывающего производства заводов энергетического машиностроения
7. Борисов, Анатолий Алимпиевич, ст. н. с., Борисов, Александр Алимпиевич, мл. н. с. ИТ СО АН СССР, —за работу «Экспериментальное обнаружение ударной волны разрежения вблизи критической точки жидкость — пар»
8. Горячев, Андрей Анатольевич, зав. сектором МГИМО МИД СССР, — за монографию «Проблемы прогнозирования мировых товарных рынков», М., «Международные отношения», 1981
9. Гросберг, Александр Юльевич, ст. н. с. ИХФАН; Хохлов, Алексей Ремович, ассистент МГУ имени М. В. Ломоносова, — за цикл работ по статистической физике макромолекул
10. Домбровский, Виктор Илсифович, Ротт, Геннадий Михайлович, мл. н. с. НИИМР АМН СССР; Староверов, Игорь Иванович, учёный секретарь ВКНЦ АМН СССР, — за работу «Миоглобиновый тест в диагностике острого инфаркта миокарда. Новые методы определения миоглобина»
11. Жунь, Владимир Иванович, ст. н. с. Щербинин, Владимир Викторович, нач. отдела, Власенко, Сергей Дмитриевич, мл. н. с. ГНИИХТЭС; Цилюрик, Анатолий Петрович, зам. нач. цеха Редкинского опытного завода, — за разработку и внедрение в народное хозяйство высокоэффективных технологических процессов получения новых кремнийорганических продуктов
12. Ибрагимов, Ахмед Джунусович, зав. сектором, Ким Игорь Владимирович, Сабирджанов, Равиль Салихович, ст. н. с., Хаджаев, Баходыр Асадиллаевич, мл. н. с. САНИИЭСХ; Камалова, Миновар, мл. н. с., Мавлонов, Шодмон, директор Бухарской опытной станции хлопководства, сотрудники ВНИИ хлопководства; Якубджанов, Ойбек, ассистент Андижанского института хлопководства, — за работу «Пути повышения эффективности хлопкового комплекса Узбекистана»
13. Ильин, Владимир Петрович, ведущий конструктор, Один, Леонид Иосифович, Голинко, Владимир Николаевич, Шрамченко, Станислав Сергеевич, Колесников, Александр Николаевич, Малахатка, Лариса Сергеевна, Нестеренко, Михаил Александрович, бригадир, сотрудники НКМЗ; Галкин, Владимир Васильевич, инженер-конструктор, Володин, Александр Андреевич, ст. мастер, сотрудники НЛМЗ, — за разработку и внедрение устройства перевалки валков непрерывного широкополосного станка завода
14. Лотошников, Христофор Сергеевич, Чунахян, Амбарцум Хачересович, нач. отделов, Малахов, Владимир Ростиславович, Селиверстов, Александр Владимирович, Кулешова, Ирина Михайловна, ст. н. с., Зимина, Мария Андреевна, Вереникина, Елена Александровна, руководители групп, Бергельсон Сергей Леонидович, ст. архитектор, Квасова, Людмила Григорьевна, Кучерова, Алла Юрьевна, архитекторы, сотрудники «СевкавказНИИсельстроя» Госстроя РСФСР, — за создание сельских жилых домов усадебного типа с надворными постройками для ведения личного подсобного хозяйства в Ростовской области с использованием опыта и традиций народного жилища Дона
15. Мельников, Аркадий Васильевич, зам. нач. отдела, Безруков, Александр Леонидович, Павлов, Александр Викторович, ст. инженер ОКБ, — за разработку, создание и внедрение гаммы промышленных роботов для автоматизации вспомогательных процессов механообработки, штамповки и несложной сборки
16. Медведев, Михаил Иванович, зав. лабораторией, Блощинский, Григорий Павлович, мл. н. с. ВНИКТИТП; Тарасов, Анатолий Евгеньевич, конструктор ВНИИметмаш; Соколова, Ольга Вадимовна, мл. н. с. МВТУ имени Н. Э. Баумана; Науменко, Сергей Григорьевич, сменный мастер, Дуплий, Николай Константинович, вальцовщик, работники ЮТЗ; Бабкин, Владимир Петрович, зам. нач. цеха ММСЗ, — за разработку и внедрение технологии и оборудования производства труб и изделий из высокоэффективных материалов для авиационной промышленности и атомной энергетики
17. Мышкин, Николай Константинович, ст. н. с., Холодилов, Олег Викторович, мл. н. с. ИММС АН БССР; Белый, Алексей Владимирович, ст. н. с. ФТИ АН БССР, — за исследование фрикционного взаимодействия конструкционных материалов с целью снижения износа энерго- и металлоёмкости машин
18. Никулин, Сергей Алексеевич, инженер-технолог, Ковалёва, Вера Илиодоровна, ст. инженер, Григорьев Александр Иванович, Гусаров, Евгений Владимирович, Дайбов, Борис Иванович, инженеры-конструкторы, Иванов Владимир Александрович, токарь, Ильютченко, Анатолий Иванович, формовщик, работники ПО «Уралмаш»; Азимов, Октай Фаррух оглы, слесарь ПО «Каспморнефтегазпром»; Каплин, Игорь Васильевич, конструктор ЦКБ; Коровин, Виктор Викторович, 1-й секретарь Орджоникидзевского райкома ВЛКСМ Свердловска, — за создание и промышленное внедрение комплекта бурового оборудования «Уралмаш 6000 ПЭМ» для плавучих самоподъёмных буровых установок СПБУ 6000/60
19. Омельяненко, Николай Петрович, мл. н. с. НИЛ биологических структур МЗ СССР, — за работу «Закономерности структурно-функциональной организации волокнистых элементов и основного вещества соединительной ткани человека»
20. Рюмина, Елена Викторовна, ст. н. с. ЦЭМИАН, — за работу «Экологический фактор в экономико-математических моделях»
21. Тихонов Александр Васильевич, ст. н. с. МГУ имени М. В. Ломоносова, — за работу «Акустическая сигнализация и биотехнические системы управления поведением птиц»
22. Тулохонов, Арнольд Кириллович, учёный секретарь Бурятского филиала СО АН СССР, — за цикл работ по эволюции рельефообразования Прибайкалья и Забайкалья в приложении к теоретическим и прикладным задачам геоморфологии
23. Хецуриани, Джони Григорьевич, инструктор Кутаисского горкома КП Грузии, — за работу «Значение моральных норм в советском гражданском праве»
24. Попов, Владимир Александрович, научный сотрудник Ленинградской части Института этнографии им. Н. Н. Миклухо-Маклая АН СССР — за работы в области африканистики.

## 1983
1. Абдурахманов, Рустамбек Убайдуллаевич, доцент, Йулдашев, Абдурахим Гемирович, ст. н. с., Бор, Альфред Райнгольдович, ассистент, Абдурахимов, Абдуджаббар Абдусаламович, Панченко, Яков Александрович, аспиранты, Саидов, Рустам Маннапович, ассистент, сотрудники ТПИ; Белянин, Владимир Петрович, ст. инженер ВНИИАМ, — за исследование, разработку и внедрение физико-металлургических способов воздействия при сварке конструкционных материалов
2. Акимов, Борис Александрович, ст. н. с., Рябова, Людмила Ивановна, мл. н. с. МГУ имени М. В. Ломоносова; Вигман, Павел Борисович, мл. н. с. ИТФАН; Немов, Сергей Александрович, мл. н. с. ЛПИ; Панкратов, Олег Александрович, ст. н. с. НИИПФ; Рагимова, Тамилла Шамси кызы, мл. н. с. Института физики АН АзССР, — за теоретическое и экспериментальное исследование примесных электронных состояний в твёрдом теле
3. Андержанов, Ахмет Летфуллович, ст. н. с. МИИСХП имени В. П. Горячкина; Башилов, Алексей Михайлович, мл. н. с., Старовойтов, Виктор Иванович, ст. н. с. НИИКХ, — за исследование, разработку и внедрение систем контроля качества продукции и автоматической отбраковки некондиции в процессах производства, хранения и реализации картофеля, плодов и овощей
4. Антоненков, Василий Данилович, ст. н. с. ВНИИОСП имени В. П. Сербского; Кузнецов Дмитрий Анатольевич, мл. н. с. 1 ММИ имени И. М. Сеченова; Мусаев, Паша Исмаил оглы, ассистент АзМи; Разумова, Ирина Юрьевна, мл. н. с. 2 ММИ имени Н. И. Пирогова; Новикова, Любовь Анатольевна, ассистент ВГМИ имени Н. Н. Бурденко, — за разработку и внедрение новых методов исследования в экспериментальную и клиническую медицину
5. Афанасьев Вячеслав Алексеевич, наладчик технологического оборудования, Гудков, Владимир Алексеевич, Духновский, Михаил Петрович, Трусова, Светлана Герасимовна, Петровнин, Николай Михайлович, Яковлев, Сергей Владиславович, ст. инженеры, Леднёв, Михаил Александрович, Юдина, Наталья Васильевна, инженеры, сотрудники НИИ; Нидаев, Евгений Васильевич, мл. н. с. ИФП СО АН СССР, — за комплекс работ по исследованию, созданию и внедрению методов аппаратуры импульсного отжига полупроводниковых структур источниками интенсивного некогерентного света
6. Барановский, Владимир Георгиевич, Капелюшников, Ростислав Исаакович, ст. исследователи ИМЭМОАН; Момджян, Александра Васильевна, ст. н. с. ИФАН, — за цикл работ по исследованию философских и социально-экономических проблем современной идеологической и политической борьбы, критике буржуазных концепций общественного развития
7. Башкиров, Владимир Иванович, Лакомова, Наталья Михайловна, Глумова, Екатерина Филимоновна, Полуэктова, Елена Урлиховна, мл. н. с. ИОГАН; Малков, Сергей Викторович, мл. н. с. КГУ имени В. И. Ульянова; Суриков, Николай Николаевич, мл. н. с. ВНИПЧИ, — за цикл работ «Изучение генетики плазмид у бацилл»
8. Беляев, Андрей Алексеевич, Шаповалов, Алексей Михайлович, мл. н. с. ЦНИЛ МЗ СССР; Поливода, Михаил Дмитриевич, мл. н. с. ЦНИЛ 2 ММИ имени Н. И. Пирогова, — за работу «Применение лазерной фотокоагуляции в эндоскопической хирургии»
9. Бузун, Игорь Леонидович, Володарский, Владимир Васильевич, нач. групп, Лыжин, Валерий Алексеевич, нач. лаборатории, Плискановский, Александр Станиславович, зам. нач. цеха, Котельников, Леонид Алексеевич, машинист, работники ЖМЗ «Азовсталь»; Рыбалов, Георгий Васильевич, аспирант МИСиС; Литвиненко, Евгений Фёдорович, ст. н. с. ЦНИИЧМ имени И. П. Бардина; Левин, Дмитрий Юрьевич, зав. группой ИЧМ, — за разработку и внедрение комплексной технологии производства низколегированной стали для магистральных газонефтепроводов северного исполнения
10. Волкогонов, Дмитрий Антонович, профессор ВПА имени В. И. Ленина; Мирошниченко, Валентин Александрович, профессор ТПИ; Михайловский, Иван Николаевич, профессор ЛПИ имени Ленинского комсомола; Слепенков, Иван Маркелович, профессор МГУ имени М. В. Ломоносова; Трайнин, Александр Соломонович, профессор ВКШ при ЦК ВЛКСМ; Филиппов, Фридрих Рафаилович, профессор ИСИАН; Хозе, Самуил Ефимович, ст. н. с. НИИОПВ АПН СССР, — за цикл работ по исследованию проблем молодёжи, истории и современной деятельности ВЛКСМ
11. Городничев, Александр Иванович, секретарь комитета комсомола, Громов, Сергей Валерьевич, инженер-технолог, Федоксеев, Владимир Николаевич, формовщик, Харахнин, Андрей Дмитриевич, слесарь-электромонтажник, Красильников, Сергей Эрикович, Чудненко, Евгений Борисович, инженеры-конструкторы, Скрябин, Анатолий Иванович, модельщик, Федосеенко, Игорь Васильевич, ведущий конструктор, работники Ивановского ПССО имени 50-летия СССР, — за создание и внедрение в промышленность уникального многоцелевого станка с ЧПУ
12. Зорин, Владимир Викторович, Пастушенко, Евгений Валериевич, Сафиев, Олег Ганиятович, Романов Николай Александрович, Чалова, Ольга Борисовна, ст. н. с. УНИ; Родин, Александр Петрович, ст. эксперт ВАК при СМ СССР; Тагиев, Делгам Бабир оглы, ст. н. с. ИНФХ АН АзССР, — за разработку научных основ и новой технологии процессов получения кислородосодержащих соединений, мономеров и реактивов для использования в химической и нефтехимической промышленности
13. Карцев, Виктор Георгиевич, ст. н. с., Сипягин, Алексей Михайлович, Набатов, Алексей Сергеевич, Покидова, Тамар Сергеевна, мл. н. с. отделения ИХФАН; Лебедев, Альберт Тарасович, мл. н. с. МГУ имени М. В. Ломоносова; Потёмкин, Александр Владимирович, Лощёнов, Виктор Борисович, мл. н. с. ИОНХАН имени Н. С. Курнакова; Дорожкин, Леонид Михайлович, мл. н. с. НИИОПК; Шестаков, Александр Валентинович, мл. н. с., Гордина, Любовь Сергеевна, ст. н. с. НИИ, — за разработку химических процессов получения новых материалов для электронной техники, фотографии и медицины
14. Назиров, Равиль Равильевич, Пивоваров, Михаил Леонидович, Тихонов, Андрей Анатольевич, мл. н. с., Чистякова, Елена Алексеевна, ст. лаборант ИКИАН; Сорокин, Алексей Максимович, мл. н. с., Жуков Виктор Николаевич, нач. группы, сотрудники КВЦ; Верещетин, Владимир Викторович, мл. н. с. Астросовета АН ССР; Филиков, Сергей Владимирович, нач. ЭВМ Симеизской ЭС Астросовета АН СССР; Врадий, Валентин Иванович, нач. смены командно-измерительного комплекса; Зариньш, Ансис Янович, аспирант ЛатвГУ, — за разработку и внедрение методов высокочастотного навигационного обеспечения экспериментов, проводимых с помощью автоматических ИСЗ
15. Новицкий, Зиновий Богданович, Ботман, Евгений Константинович, Божко, Пётр Викторович, Мамедов, Перман, ст. н. с., Абитова, Шазия Юсуфовна, Виноградов, Михаил Борисович, мл. н. с. САНИИЛХ, — за работу «Роль леса в охране почв и повышении продуктивности земель»
16. Оразов, Меред Байрамович, зав. кафедрой ТИНХ; Тарлаковский, Дмитрий Валентинович, ст. преподаватель МАИ имени С. Орджоникидзе, — за цикл работ «Применение теории дифференциальных операторов к задачам механики»
17. Соломеин, Николай Юрьевич, Волкова, Надежда Ивановна, руководители групп, Богданов, Николай Михайлович, ведущий инженер, Вайнбендер, Александр Генрихович, нач. партии, Гавриловская, Галина Владимировна, Линцер, Александр Анатольевич, ст. н. с., Мартынюк, Надежда Петровна, Негомедзянов, Азат Ахмедович, Чирятьева, Алла Леонидовна, мл. н. с., Силина, Людмила Дмитриевна, инженер, сотрудники НИПИНГП имени В. И. Муравленко, — за разработку комплекса прогрессивных научно-технических решений для строительства нефтепромысловых автомобильных дорог Западной Сибири
18. Сушков, Олег Петрович, Фламбаум, Виктор Вильевич, ст. н. с. ИЯФ СО АН СССР; Петухов, Александр Кузьмич, мл. н. с. ЛИЯФ АН СССР, — за цикл работ «Нарушение пространственной чётности в тяжёлых ядрах»
19. Хавротин, Георгий Павлович, Крайнев, Борис Анатольевич, мл. н. с., Селезнёв, Владимир Николаевич, инженер, Шаров, Александр Петрович, мл. н. с., Мясоедов, Николай Викторович, руководитель группы, сотрудники ВНИИПИ галургии; Куприянов, Владимир Дмитриевич, ассистент ЛГИ, — за исследование, разработку и внедрение новых способов и средств улучшения проветривания и повышения техники безопасности на калийных рудниках
20. Лобачевский, Яков Петрович, научный сотрудник Московского ордена трудового Красного Знамени института инженеров сельскохозяйственного производства им. В. П. Горячкина[уточнить]
21. Малая академия наук «Искатель» Крымской области УССР; Республиканское научное общество «Вииторул» МССР; Школа естественных наук ИАЭ имени И. В. Курчатовa; Юношеская геологическая экспедиция Свердловской области — за большую работу по коммунистическому воспитанию молодёжи и развитию научно-технического творчества учащихся.

## 1984
1. Алиев, Рамазан Ахмедович, Шутова, Татьяна Анатольевна, Зверев, Николай Евгеньевич, Кирста, Юрий Богданович, Ибрагимов, Акмухамед Сахатдурдыевич, мл. н. с. Института пустынь АН ТССР; Бабаева, Тылла Агаджановна, преподаватель ТГУ; Николаев Владимир Викторович, ст. н. с. Туркменского филиала НИИ каракулеводства; Кобозев, Илья Васильевич, ст. н. с. МСХА имени К. А. Тимирязева, — за работу «Укрепление кормовой базы животноводства на основе рационального использования культурных и природных пастбищ и сенокосов в разных районах страны»
2. Андреев, Анатолий Васильевич, ассистент, Тихомиров, Олег Юрьевич, доцент МГУ имени М. В. Ломоносова, — за работу «Математические модели кинетики сверхизлучения»
3. Арипов, Хайрулла Кабилович, ассистент ТЭИС; Фёдорова, Ольга Михайловна, мл. н. с. ГОИ имени С. И. Вавилова; Табаров, Тимур Сахибович, ст. инженер, Задиранов, Юрий Михайлович, Сулима, Олег Владимирович, Трошков, Сергей Иванович, мл. н. с. ЛФТИАН имени А. Ф. Иоффе, — за работу «Создание и исследование высокоэффективных полупроводниковых гетерофотопреобразователей концентрированного излучения и автономных модулей солнечных электростанций на их основе»
4. Беляева, Елена Джоржевна, Попова, Надежда Митрофановна, инженеры, Гаврилов, Юрий Семёнович, Иванова, Светлана Никитична, Марушева, Татьяна Александровна, Мячин, Владимир Николаевич, Марушев, Вячеслав Николаевич, инженеры-конструкторы Казанского завода ЭВМ; Лапицкий, Александр Владимирович, ведущий инженер НИЦ ЭВТ; Козлов Виктор Николаевич, зав. группой Института электроники и вычислительной техники АН Латвийской ССР, — за обеспечение автоматизации процесса, улучшение характеристик пакетного режима обработки и комплектования моделей ЕС ЭВМ
5. Берестень, Сергей Фёдорович, мл. н. с. ИМБАН; Горшкова, Нина Ильинична, Невинский, Георгий Александрович, мл. н. с. ИОХ СО АН СССР; Мадоян, Игорь Артюшевич, ст. н. с. ЕГУ; Моор, Нина Александровна, мл. н. с. НГУ; Нурбеков, Малик Кубанычбекович, ст. лаборант Института биохимии и физиологии АН Киргизской ССР, — за работу «Внерибосомный этап реализации генетического кода: структурно-функциональный анализ аминоацил-тРНК-синтетаз, тРНК и их заимодействия»; Малахов, Владимир Васильевич, зав. лабораторией ИБМ ДВНЦ АН СССР, — за работу «Строение, эмбриональное развитие и филогения первичнополостных червей»
6. Берик, Евгений Борисович, мл. н. с. Института физики АН ЭССР; Поляков, Александр Викторович, оптик элементов квантовых приборов, Михайлов, Лев Кириллович, нач. сектора, Серёгин, Сергей Львович, ведущий инженер, Спицын, Евгений Михайлович, нач. лаборатории, Хромов, Александр Васильевич, инженер-технолог, Гошоков, Мухамед Маметбиевич, ведущий инженер, Краснов Игорь Викторович, мл. н. с., сотрудники НИИ; Немкович, Николай Алексеевич, Рунц, Леонид Петрович, мл. н. с. ИФ АН БССР, — за разработку перестраиваемых лазеров на основе органических соединений
7. Бирюков, Сергей Владимирович, ст. н. с. РТИАН; Горчаков, Александр Всеволодович, мл. н. с. ИФП СО АН СССР; Ермолаева, Ирина Васильевна, ст. н. с. ВНИИСИАН; Крылов, Виктор Владимирович, мл. н. с. МГУ имени М. В. Ломоносова; Козорезов, Александр Георгиевич, Медведь, Владимир Владимирович, Никитов, Сергей Аполлонович, мл. н. с. ИРТЭАН, — за работу «Волновые явления в сложных твердотельных структурах и их использование для создания новых приборов твердотельной электроники»
8. Бункин, Алексей Фёдорович, ст. н. с., Козлов, Дмитрий Николаевич, мл. н. с. ИОФАН; Гладков, Сергей Михайлович, Шумай, Игорь Леонидович, Задков, Виктор Николаевич, мл. н. с. МГУ имени М. В. Ломоносова; Иванов, Сергей Георгиевич, мл. н. с. ГЕОХИ АН ССР; Козич, Валерий Павлович, мл. н. с., Квач, Владимир Владимирович, аспирант, сотрудники ИФ АН БССР, — за разработку высокочувствительных методов активной лазерной спектроскопии комбинационного рассеяния света и их применение для исследования газов и жидкостей
9. Ванцян, Никита Эдуардович, Боровиков, Алексей Михайлович, ст. н. с., Абрамов, Юрий Александрович, Козлов Сергей Павлович, мл. н. с., Хусаинова, Эльмера Рашитовна, операционная медсестра, сотрудники ВНЦХ АМН СССР; Диваков, Михаил Григорьевич, ассистент ВМИ, — за работу «Восстановительная микрохирургия при лечении травм, заболеваний и последствий повреждений конечностей»
10. Васильев Сергей Александрович, гл. инженер проекта, Дмитриева, Софья Павловна, ст. инженер, сотрудники ГПИ «Фундаментпроект»; Слепак, Михаил Эзравич, мл. н. с. Тихомиров Сергей Михайлович, Куприн, Валентин Михайлович, ст. н. с., Иванов Михаил Михайлович, Чапаев, Александр Алексеевич, ст. инженеры, сотрудники НИИ оснований и подземных сооружений; Цеева, Анастасия Николаевна, мл. н. с. Якутского филиала ЗабайкалпромстройНИИпроекта, — за работу «Совершенствование и внедрение методов расчёта и конструктивных решений оснований и фундаментов на вечномёрзлых грунтах»
11. Гретченко, Анатолий Иванович, Зверев, Олег Алексеевич, Иванкина, Елена Владимировна, доценты, Егоров, Анатолий Юрьевич, Копылов, Анатолий Евгеньевич, Нестеров, Николай Алексеевич, ст. преподаватели МИНХ имени Г. В. Плеханова; Фёдоров, Валерий Аркадьевич, ст. преподаватель ЧГУ; Медведев, Андрей Георгиевич, ассистент ЛИЭИ имени П. Тольятти, — за цикл работ по проблемам планирования научно-технического прогресса и повышения эффективности управления в промышленности
12. Загоруйко, Виктор Афанасьевич, ст. н. с., Кречетова, Валентина Васильевна, инженер-химик, Дёмин, Дмитрий Петрович, мл. н. с. ВНИИВВ «Магарач»; Сушко, Роман Васильевич, гл. инженер, Миронюк, Иван Фёдорович, нач. лаборатории, Брей, Владимир Викторович, мл. н. с. ИФХ АН УССР; Дмитрук, Наталья Алексеевна, мл. н. с. НПО пиво-безалкогольной промышленности; Хош, Михаил Ефимович, ст. технолог Севастопольского совхоз-завода «Качинский»; Кинькова, София Ивановна, нач. цеха Киевского ПО винодельческой промышленности; Гусейнов, Айдын Иса оглы, гл. инженер совхоза имени Б. Сардарова АзССР, — за работу «Разработка и внедрение технологии интенсивного производства пищевых напитков на основе использования нового препарата коллоидного кремнезёма»
13. Захаров, Виталий Юрьевич, ассистент, Щучкин, Игорь Алексеевич, мл. н. с., сотрудники ЛПИ имени м. И. Калинина; Тоуарт, Райво Вяйнович, ст. инженер ТПИ; Соловей, Александр Григорьевич, нач. цеха, Лонской, Александр Петрович, электрослесарь, сотрудники Прибалтийской ГРЭС, — за исследование высокозабалластированных низкосортных твёрдых топлив, разработку и промышленное освоение методов их эффективного сжигания
14. Зинковский, Владимир Николаевич, Федорин, Николай Геннадиевич, инженеры-конструкторы, Косяк, Вадим Серафимович, Ярошенко, Юрий Васильевич, ведущие инженеры, Лукоянова, Галина Алексеевна, Трушников, Владимир Анатольевич, инженеры, Лустин, Александр Александрович, оператор, Мозгин, Анатолий Анатольевич, Потапов, Сергей Евгеньевич, ст. инженеры, сотрудники НИИ, — за разработку и внедрение адаптивного промышленного робота «Электроника НЦТМ» с микропроцессорной управляющей вычислительной системой
15. Исаев, Игорь Васильевич, ст. н. с., Кочетков, Дмитрий Васильевич, Рудаков, Константин Владимирович, мл. н. с. ВЦАН, — за работу «Алгебраичекие и метрические конструкции в теории распознавания образов»
16. Никонов, Сергей Павлович, ст. н. с. ИАЭ имени И. В. Курчатова; Хачатрян, Оганес Мкртычевич, ассистент ЕПИ; Осокин, Михаил Николаевич, зам. нач. ВПИНИ «Гидропроект»; Землянухин, Владимир Викторович, нач. лаборатории, Макаровский, Павел Львович, ассистент, сотрудники МЭИ; Невзоров, Павел Фёдорович, мастер, Шестернев, Пётр Фёдорович, бригадир, Усатенко, Валерий Павлович, слесарь-монтажник, сотрудники Десногорского МУ треста «Центроэнергомонтаж», — за научное обоснование, проектную разработку и внедрение эффективных систем аварийного охлаждения для повышения безопасности АЭС с реакторами РБМК и ВВЭР
17. Овчинников, Валерий Васильевич, зав. лабораторией, Липатов, Владимир Владимирович, ассистент, сотрудники МИСиС; Николаев, Александр Геннадиевич, мл. н. с. ИМАН имени А. А. Байкова, — за разработку технологии и исследование процессов получения полупроводниковых и диэлектрических плёнок из растворов и расплавов; Слепцов, Олег Ивкентьевич, зав. лабораторией ИФТПС ЯФ СО АН СССР, — за исследование природы образования холодных трещин и разработку технологии сварки низколегированных сталей при низких температурах
18. Розенцвет, Виктор Александрович, Васильев, Анатолий Геннадиевич, нач. установки, сотрудники Стерлитамакского ОНХЗ; Муллагалиев, Ильдар Расихович, Козлов, Валерий Григорьевич, мл. н. с., Марцина, Венера Галиевна, Литовская, Эмилия Аркадьевна, мл. н. с. ИХ БФ АН СССР; Локтев, Алексей Сергеевич, мл. н. с. ВНИИОС; Сахаров, Андрей Михайлович, мл. н. с. ИХФАН; Дедов, Алексей Георгиевич, Ярославов, Александр Анатольевич, мл. н. с. МГУ имени М. В. Ломоносова, — за разработку новых высокоэффективных каталитических систем для процессов полимеризации, гидрирования и окисления
19. Сайфутдинов, Юрий Нагметович, мл. н. с. ВНИИПИгорцветмет; Дузь, Сергей Яковлевич, Гаврилина, Людмила Борисовна, мл. н. с. ИПКОНСАН; Рахимджанов, Алишер Алтаевич, зам. нач. ПО «Узбекзолото»; Карев, Виктор Владимирович, ст. инженер, Мурзина, Ольга Георгиевна, конструктор, Ивачёв, Фёдор Константинович, кузнец, сотрудники НПО «Уралгормаш»; Сподарь, Игорь Иосифович, нач. участка, Миноваров, Абдурахим Абдурахманович, слесарь, Мухитдинов, Файзидин Мусубинович, проходчик, работники рудника «Чадак» (УзССР), — за создание и внедрение технологии разработки крутопадающих жильных месторождений с применением механизированного комплекса машин с монорельсовым перемещением
20. Петропавловская, Лидия Иосифовна, доцент МИИЖДТ; Тронько, Пётр Тимофеевич, академик АН УССР, зав. отделом ИИ АН УССР; Таранов, Евгений Васильевич, учёный секретарь ИИП МГК и МК КПСС — филиала ИМЛ при ЦК КПСС, — за цикл работ по истории ВЛКСМ, проблемам военно-патриотического и интернационального воспитания молодёжи

## 1985
1. Аксёнов, Александр Орестович, ст. н. с. МНИИМХГ; Борисова, Ольга Григорьевна, Демидова, Людмила Альбертовна, инженеры, Мастеров, Алексей Евгеньевич, ст. инженер, Мусаваров, Вадим Фуатович, регулировщик 6 разряда, Смирнов, Андрей Аркадьевич, конструктор 2 категории, сотрудники Горьковского НИИТОП; Коссовская, Ирина Леопольдовна, врач-ординатор Республиканской больницы № 35 (Горький); Мовшович, Александр Ильич, сотрудник МНИИСС имени А. Н. Бакулева; Столяренко, Георгий Евгеньевич, мл. н. с. ВНИИГБ, — за комплекс работ по созданию и практическому применению в клиниках страны средств и методов эндо- и трансвитреальной микрохирургии глаза
2. Анисимов Владимир Николаевич, ст. инженер, Арутюнян, Рафаэль Вариазович, Пигулький, Сергей Викторович, Себрант, Андрей Юлианович, мл. н. с. ИАЭ имени И. В. Курчатова; Персиянов, Сергей Валерьевич, мл. н. с. МИСиС; Гнедовец, Алексей Григорьевич, Игнатьев Михаил Борисович, мл. н. с., Смуров, Игорь Юрьевич, ст. н. с. ИМАН имени А. А. Байкова; Токарев Владимир Николаевич, мл. н. с., Углов, Сергей Александрович, инженер ИОФАН, — за работу «Микрометаллургические процессы при импульсном и импульсно-периодическом воздействии лазерного излучения на поверхность металлов и сплавов»; Боргояков, Михаил Павлович, зам. гл. металлурга, Севрюков, Валериан Сергеевич, ст. инженер, Нагибин, Валерий Алексеевич, инженер, работники КраМЗ имени В. И. Ленина, — за разработку и внедрение высокопроизводительной технологии получения алюминиевых сплавов на крупнотоннажном индукционном агрегате, обеспечивающей получение металла высокого качества
3. Антонов, Юрий Николаевич, оператор, Кашевский, Олег Трофимович, инженер-конструктор, сотрудники НПО; Гузь, Сергей Сергеевич, Шелухин, Александр Юльевич, ведущие инженеры, Погорелый, Александр Михайлович, ст. инженер, сотрудники ОКБ МЭИ Минвуза СССР; Захаров Александр Иванович, Синило, Виктор Павлдович, мл. н. с., Зимов, Вячеслав Евгеньевич, Шубин, Владимир Алексеевич, ст. инженеры, сотрудники ИРЭ АН СССР; Шестаков, Андрей Константинович, ст. инженер-исследователь НПО, — за разработку радиолокатора АМС «Венера-15», «Венера-16» и синтез изображений и профилей высот поверхности планеты Венера
4. Ашпиз, Евгений Самуилович, и. о. зав. лабораторией, Ковалёв, Игорь Феликсович, ассистент, Поляков, Владимир Юрьевич, зам. секретаря комитета ВЛКСМ, сотрудники МИИТ, — за исследование и разработку прогрессивных научно-технических решений по повышению эксплуатационной надёжности ж/д пути
5. Бережнов, Владимир Владимирович, ассистент, Мошкин, Владимир Валентинович, инженер, Фетисов, Юрий Константинович, ассистент, Шумилов, Владимир Николаевич, Погожев, Сергей Александрович, мл. н. с., Лутовинов, Виктор Степанович, доцент, сотрудники МИРЭА; Лебедев, Александр Юрьевич, мл. н. с. ИАЭ имени И. В. Курчатова, — за работу «Волновые процессы в магнитоупорядоченных кристаллах и устройства на их основе»
6. Битинайте, Юрате Брониславовна, Стакенас, Пятрас Стасевич, мл. н. с., Буткус, Викторас Витаутович, зав. лабораторией, сотрудники НПО «Фермент»; Дианов, Григорий Леонидович, ст. н. с., Мазин Александр Владимирович, мл. н. с., работники ИЦГ СО АН СССР; Болезнин, Михаил Иванович, ст. н. с. ВНИИПМ Главмикробиопрома; Галль, Александр Анатольевич, мл. н. с. НИИОХ СО АН СССР; Карамов, Эдуард Владимирович, ст. н. с. Института вирусологии имени Д. И. Ивановского АМН СССР, — за работу «Новые энзиматические и химические методы направленного мутагенеза, модификации и рестрикции ДНК для генной инженерии»
7. Вахненко, Вячеслав Алексеевич, Добрушин, Леонид Давидович, н. с. ИЭС имени Е. О. Патона АН УССР; Довбыш, Сергей Георгиевич, мл. н. с. ВНИИЖТ; Лысак, Владимир Ильич, ст. н. с. ВПИ; Хрипунов, Виктор Александрович, ведущий инженер ВНИИПТ химнефтеаппаратура; Веретенов, Евгений Геннадьевич, ст. н. с., Золотарёв, Александр Николаевич, мл. н. с., Пинаев, Владимир Георгиевич, зав. лабораторией, сотрудники НПО «Алтайский НИИТМ», — за исследование, разработку и внедрение комплекса технологических процессов сварки взрывом применительно к изготовлению узлов и оборудования энергетического машиностроения, цветной металлургии и ЖДТ
8. Вахтурова, Светлана Викторовна, инженер, Такочаков, Николай Анатольевич, нач. КБ, работники Пензенского завода ЭВМ; Кауль, Михаил Борисович, Салтанов, Николай Юрьевич, нач. секторов, Сидорова Анна Владимировна, Фоминых, Виктор Александрович, Игнатьева, Татьяна Алексеевна, Давыдов, Сергей Борисович, инженеры 1 категории, сотрудники НИЦЭВТ, — за работу «Аппаратно-программный комплекс управления и сервисного обслуживания высокопроизводительных ЭВМ»
9. Гавриленко, Александр Сильвестрович, ст. инженер, Крыжановский, Владимир Витальевич, Провалов, Сергей Анатольевич, мл. н. с., Кулешов, Юрий Анатольевич, аспирант, Торопов, Георгий Борисович, Яцевич, Сергей Евгеньевич, инженеры, Фетисов, Анатолий Борисович, Шило, Сергей Анатольевич, ведущие инженеры, сотрудники ИРЭ АН УССР; Лазебный, Владимир Семёнович, мл. н. с. КПИ, — за работу «Комплекс радиофизической аппаратуры для дистанционного зондирования природной среды»
10. Губарев, Сергей Иванович, ст. н. с. ИФТТАН; англ. Мощалков, Виктор Васильевич[англ.], доцент физического факультета МГУ имени М. В. Ломоносова, — за работу «Взаимодействие носителей заряда с магнитными примесями в металлах и полупроводниках»
11. Залюбовская, Тамара Петровна, инженер, Петрашко, Людмила Алексеевна, Соляр, Борис Захарович, мл. н. с., Соколовский, Александр Юрьевич, ст. инженер, сотрудники ВНИИ НП; Матвеев, Михаил Станиславович, ст. олператор 6 разряда, Филимонов, Валерий Фёдорович, оператор 5 разряда, работники Горьковского опытного завода ВНИИ НП; Митрофанов, Александр Тимофеевич, оператор, Рябов, Константин Викторович, зам. нач. установки, работники МНПЗ; Николаева, Ирина Викторовна, оператор МОПЗ ВНИИ НП; Рагузина, Ольга Михайловна, лаборантка ЦЛ ЗП ПО «Ангарскнефтеоргсинтез», — за разработку и внедрение на установках каталитического крекинга катализатора окисления оксида углерода с целью увеличения выработки моторных топлив, экономии энергии и исключения вредных выбросов в атмосферу
12. Иванов, Павел Константинович, Табагари, Давид Зурабович, Харкевич, Дмитрий Дмитриевич, Тупицын, Николай Николаевич, мл. н. с., Ожерельев, Александр Станиславович, ст. н. с., Савельева, Елена Вячеславовна, ст. лаборант, сотрудники ВОНЦ АМН СССР; Гительман, Лев Григорьевич, гл. районный онколог Ленинского района Московской области (Видновская ЦРБ); Крыжанов, Михаил Александрович, мл. н. с. Горьковского НИИЭМ МЗ РСФСР, — за разработку и внедрение современных иммунологических методов и отечественных моноклональных антител в онкологическую практику; Карпухин, Игорь Васильевич, ст. н. с. Урологической клиники ЦНИИКФ МЗ СССР; Ханкин, Сергей Леонидович, ст. н. с. эндоскопического отделения НИИ проктологии МЗ РСФСР, — за работу «Новые методы диагностики и лечения в андрологии и проктологии»
13. Коган, Лев Наумович, профессор, зав. кафедрой теории научного коммунизма и социологии УрГУ имени А. М. Горького; Павлов Борис Сергеевич, сотрудник ИЭ УНЦ АН СССР, — за разработку социальных проблем коммунистического воспитания молодёжи
14. Куралбаев, Галимбек Амирбекович, Абдулаев, Абсамат, Иманалиев, Азизбек Токтомушевич, Молдокулов, Асип Садырбекович, ст. н. с., Усубалиев, Мурат Шаршеналиевич, Мушкало, Андрей Николаевич, мл. н. с., Кизилова, Алла Петровна, инженер, сотрудники ВНИИКАМ; Назиров, Сагдулла, Хабибуллаевич, мл. н. с. Узбекской опытной станции лубяных культур; Матвеева, Лариса Дмитриевна, ведущий инженер-конструктор 2 категории, сотрудники ГСКБ по ирригации (УзССР), — за создание и внедрение установки сифонной поливной УСП-250 с применением дискретной (импульсной) технологии поверхностного полива
15. Мареев, Вячеслав Юрьевич, Агапов, Александр Александрович, Меньшиков, Михаил Юрьевич, мл. н. с., Карпов, Юрий Александрович, Коновалов, Геннадий Александрович, Авдонин, Павел Владимирович, ст. н. с., Агеев, Фаиль Таипович, Вангели, Рад Спиридонович, Новиков, Сергей Вячеславович, аспиранты, сотрудники ВКНЦ АМН СССР, — за работу «Новые подходы к лечению рефрактерной сердечной недостаточности»
16. Метленков, Николай Фёдорович, архитектор Варюхин Александр Иванович, конструктор Тур Виталий Иванович, архитектор Усова Валентина Петровна, инженер-строитель Варченко Е. П — за архитектурный проект «Комплект малых архитектурных форм для города Ульяновска»
17. Нуриев, Барат Рза оглы, ст. н. с. Института математики и механики АН АзССР, — за работу «Нелинейные волны в гибких нитях при их пространственной движении»; Ахромеева, Татьяна Сергеевна, Галактионов, Виктор Александрович, Малинецкий, Георгий Геннадиевич, мл. н. с. ИПМАН имени М. В. Келдыша, — за работу «Исследования по теории диссипативных структур в нелинейных средах»
18. Покровский, Никита Евгеньевич, редактор отдела журнала «Коммунист», — за цикл работ по критическому анализу идейных течений в молодёжном движении США и по истории американской философии (монография «Генри Торо»); Глушецкий, Андрей Анатольевич, ст. н. с. экономического факультета МГУ имени М. В. Ломоносова; Мелентьев, Алексей Юрьевич, консультант отдела журнала «Коммунист», — за цикл работ «Общенародная собственность и самоуправление в социалистическом обществе»
19. Потапова, Екатерина Николаевна, мл. н. с., Макаров, Олег Николаевич, Коньшин, Александр Николаевич, Елисеев, Николай Иванович, ассистенты, сотрудники МХТИ имени Д. И. Менделеева; Кривобородов, Юрий Романович, ст. н. с. ВНИИЦ, — за разработку и освоение малоэнергоёмкой технологии цемента и его применения
20. Тулепбаев, Владимир Байдабекович, Кузьмин, Сергей Александрович, мл. н. с. ИПУ; Берлин, Александр Борисович, регулировщик радиоаппаратуры 6 разряда, Шихов, Владимир Витальевич, регулировщик э/м и р/т приборов и систем; Момотюк, Сергей Николаевич, нач. опытного производства, Федосеенков, Александр Анатольевич, ст. н. с., Шермаков, Андрей Игоревич, ст. инженер, Шукшин, Александр Иосифович, сотрудники Смоленского НПО «Техноприбор»; Болотин, Лев Михайлович, аспирант ИМАН имени А. А. Благонравова; Калинников, Евгений Михайлович, аспирант ВПИ, — за разработку адаптивного робота с техническим зрением для кассетирования неориентированных деталей
21. Шеменда, Александр Ильич, мл. н. с. научно-учебного музея земледелия МГУ имени М. В. Ломоносова, — за работу «Экспериментальное моделирование процессов деформации литосферы»; Аброскин, Андрей Геннадиевич, мл. н. с. ИОФАН; Баулин, Евгений Владимирович, мл. н. с., Демидов, Андрей Анатольевич, Калайдзидис, Ольга Владимировна, Чекалюк, Александр Михайлович, мл. н. с., Гоголинская, Татьяна Альдефонсовна, аспирантка, сотрудники МГУ имени М. В. Ломоносова; Беккиев, Азрет Юсупович, ст. н. с. ВГИ (Нальчик); Слободянин, Валерий Павлович, ст. н. с. МФТИ, — за работу «Лазерная диагностика природных водных сред»
22. Юрченко, Леонид Алексеевич, зав. сектором, Григорьев, Владимир Иванович, слесарь-сборщик, Калашников, Олег Юрьевич, инженер-конструктор 2 категории,Любимов, Михаил Ювенальевич, инженер-конструктор 1 категории, Мищенко, Андрей Викторович, ведущий конструктор, Сухомлинов, Александр Владимирович, инженер-конструктор 2 категории, работники ПО «НКМЗ имени В. И. Ленина», — за работу «Организация авторского сопровождения эксплуатации уникальных роторных комплексов и модернизация узлов на сонове опыта работы оборудования»
23. Коллективы СКТБ ЛМИ и СКИБ МИФИ — за успехи в подготовке высококвалифицированных специалистов, разработке и внедрении в производство новой техники.

## 1986
1. Азенов, Мамматазим Усманович, Джалилова, Тотихон, Джураев, Мураджан Каримович, Нигматуллин, Рашид Ахмедович, Якубов, Мурат Адылович, мл. н. с., Балабанцев, Игорь Леонидович, Закс, Игорь Александрович, ст. н. с., Хегай, Вениамин Викторович, зав. отделом, Матмуратов, Джалгас Джолдасович, ст. инженер САНИИ по ирригации, — за работу «Повышение эффективности мелиоративных систем»
2. Алабушев, Виталий Евгеньевич, Богданов, Сергей Владимирович, Воронцов, Александр Егорович, Григоров, Георгий Юрьевич, Коновалов, Андрей Владимирович, Удовиченко, Владимир Иванович, нач. групп, Ерехинский, Борис Александрович, нач. цеха, Зенякин, Виталий Петрович, слесарь, Тетерин, Вячеслав Николаевич, инженер-конструктор ВЗБТ; Попов, Сергей Адольфович, ст. инженер НИИ, — за разработку и внедрение оборудования для герметизации скважин под водой
3. Андронова, Наталия Владимировна, инженер, Чечин, Александр Иванович, Зелепухин, Михаил Валентинович, н. с. ИАЭ имени И. В. Курчатова; Пиндюрин, Валерий Фёдорович, н. с. ИЯФ СО АН СССР, — за работу «Когерентное возбуждение мессбауэровских ядер интенсивным синхронным излучением»
4. Анохин, Константин Владимирович, Судаков, Сергей Константинович, Толпыго, Светлана Михайловна, Келешева, Ламара Феохаровна, Орбачевская, Ирина Юрьевна, Иванов Евгений Иванович, Мещеряков, Александр Фёдорович, н. с. НИИНФ имени П. К. Анохина АМН СССР; Лысова, Нина Петровна, ст. редактор издательства «Химия»; Свиряев, Владимир Иванович, сотрудник ИБХАН имени М. М. Шемякина; Тимофеева, Татьяна Всеволодовна, мл. н. с. ИПАН, — за работу «Нейродинамика психических процессов и коррекция психических функций на основе раскрытия закономерностей системных механизмов деятельности мозга»
5. Аюпов, Шавкат Абдуллаевич, зам. директора, Бердикулов, Мусулмонкул Абдуллаевич, Усманов, Шухрат Мутталибович, н. с. Института математики имени В. И. Романовского АН УзССР; Абдуллаев, Рустамбай Зайрович, ассистент ТГПИ имени В. И. Ленина; Тихонов, Олег Евгеньевич, ассистент, Трунов, Николай Васильевич, доцент КГУ имени В. И. Ульянова, — за работу «Исследования по операторным алгебрам и некоммутативному интегрированию»
6. Басевич, Василий Витальевич, Рабинович, Михаил Лейбович, н. с., Ярополов, Александр Иванович, и. о. зам. директора ИБХАН имени А. И. Баха; Черноглазов, Владимир Михайлович, Можаев, Вадим Всеволодович, Синицын, Аркадий Пантелеймонович, н. с. МГУ имени М. В. Ломоносова; Шикшнис, Виргиниюс Альфонсо, ст. н. с. НПО «Фермент»; Максименко, Александр Васильевич, ст. н. с. ИЭК ВКНЦ; Вржещ, Пётр Владимирович, ст. н. с. МГУ имени М. В. Ломоносова; Морозов, Анатолий Михайлович, ассистент УНИ, — за работу «Иммобилизованные и стабилизированные ферменты для целей биотехнологии и медицины»
7. Белоножко, Валерий Владимирович, ст. инженер-математик приборного завода; Колосов, Александр Дмитриевич, Остапова, Ирина Вадимовна, инженер СКБ математических машин и систем ИК имени В. М. Глушкова АН УССР; Кузнецов, Владимир Константинович, бригадир сборщиков, Кузьмичёв, Андрей Антонинович, инженер-конструктор Ивановского ССПО имени 50-летия СССР; Моисеенко, Владимир Ефимович, нач. отдела НИИ технологии машиностроения; Живулин, Валерий Константинович, ст. инженер, Левочкин, Александр Алексеевич, нач. группы, Литвинов, Александр Васильевич, нач. сектора, Сухойкин, Александр Иванович, оператор станков с ЧПУ НПО «Энергия», — за разработку и внедрение элементов программно-технического комплекса гибких производственных систем
8. Благов, Евгений Владимирович, ст. н. с. ВНИИ метрологической службы; Буздин, Александр Иванович, мл. н. с. МГУ имени М. В. Ломоносова; Варламов, Андрей Андреевич, Фистуль, Михаил Викторович, н. с. МИСиС; Иванов Сергей Сергеевич, мл. н. с. ИВТАН; Кривых, Анатолий Владимирович, Мартовецкий, Николай Николаевич, мл. н. с. ИАЭ имени И. В. Курчатова; Панюков, Сергей Владимирович, мл. н. с. ГНИЭИ имени Г. М. Кржижановского; Рязанов, Валерий Владимирович, мл. н. с. ИФТТАН, — за работу «Сверхпроводимость слоисто-неоднородных систем и композитных материалов»
9. Брагин, Игорь Борисович, Наназиашвили, Ирэна Израиловна, Разуваева, Ирина Александровна, Филатов, Алексей Александрович, мл. н. с. ИССХ имени А. Н. Бакулева АМН СССР; Левшунов, Сергей Петрович, Маныкин, Игорь Евгеньевич, н. с., Мкртчьян, Ваган Робертович, врач НИИСП имени Н. В. Склифосовского; Мерен, Тийт Рихардович, мл. н. с. ТГУ; Серке, Тарму Тармович, врач Таллинской БСМП; Фищенко, Александр Дмитриевич, ассистент МСМИ имени Н. А. Семашко, — за работу «Достижения в диагностике и лечении острых расстройств коронарного кровообращения»
10. Бурмистрова, Татьяна Петровна, инженер, Горелик, Виктор Абрамович, нач. сектора, Самсонова, Галина Михайловна, инженер, Яковенко, Андрей Валентинович, инженер, Сороко, Александр Сергеевич, ст. инженер, Сухоруков, Сергей Сергеевич, нач. сектора предприятий, Раев, Андрей Николаевич, ст. инженер-программист ФТИАН имени А. Ф. Иоффе, — за разработку и внедрение в промышленность приоритетных средств автоматизированного оже—энергоанализа
11. Вавилин, Аркадий Викторович, Шмелёв, Александр Юрьевич, мл. н. с. ИОФАН; Годин, Олег Александрович, Островский, Алексей Алексеевич, н. с., Кириаков, Владислав Христофорович, аспирант ИОАН имени П. П. Ширшова; Любавин, Лев Яковлевич, Ярощук, Игорь Олегович, мл. н. с. ТООИ ДВНЦ АН СССР; Нечаев, Аркадий Георгиевич, мл. н. с. ИПФАН; Кулаков, Владимир Николаевич, Ивакин, Анатолий Николаевич, ст. н. с. АИАН имени Н. Н. Андреева, — за теоретические и экспериментальные исследования акустических полей в океане
12. Валеев, Фарид Абдуллович, Данилова, Надежда Александровна, Толстиков, Александр Генрихович, н. с. Сидоров, Николай Николаевич, мл. н. с. Института химии БФ АН СССР; Кориц, Валдис Робертович, Сахарова, Ольга Вячеславовна, н. с. Ложе, Эйнар Валтович, мл. н. с. ИОС АН Латвийской ССР; Лыхмус, Мадис Веллович, Парве, Омар Вальдарович, Ярвинг, Ивар Эльметович, н. с. Института химии АН ЭССР, — за работу «Фундаментальные и прикладные исследования простаноидов»
13. Волобоев, Александр Алексеевич, Луценко, Марина Радомировна, Стародубцева, Евгения Викторовна, мл. н. с. ИОХАН имени Н. Д. Зелинского; Кудрявцев, Геннадий Владимирович, Староверов, Сергей Михайлович, мл. н. с. МГУ имени М. В. Ломоносова; Паничев, Сергей Александрович, зам. зав. кафедрой ТГУ; Гулевич, Юрий Васильевич, мл. н. с. НИФХИ имени Л. Я. Карпова; Загородников, Виктор Петрович, мл. н. с. ИОНХАН имени Н. С. Курнакова; Чувилин, Андрей Леонидович, мл. н. с. ИК СО АН СССР; Пономарёв, Андрей Борисович, ст. инженер ИНЭОСАН имени А. Н. Несмеянова, — за работу «Новые металлокомплексные катализаторы селективных реакций органических соединений»
14. Габибов, Александр Габибович, Кочетков, Сергей Николаевич, Иткес, Александр Веньяминович, Карташёва, Ольга Николаевна, Турпаев, Кирилл Тигранович, Смирнов, Иван Владимирович, н. с. ИМБАН; Туницкая, Вера Леонидовна, н. с. МГУ имени М. В. Ломоносова, — за работу «Физико-химические и биологические механизмы аденозин — 3’,5’ циклофосфат зависимого фосфорилирования белков»
15. Карпов, Владимир Юрьевич, зав. лабораторией, Толстенко, Александр Васильевич, аспирант ДМИ, — за работу «Явление аномальной спонтанной деформации металлов»
16. Косицина, Ирина Игоревна, Старченко, Елена Ильинична, Терещенко, Наталья Адольфовна, мл. н. с., Черненко, Наталья Леонидовна, ст. инженер ИФМ УНЦ АН СССР; Татаренко, Валентин Андреевич, Ягодзинский, Юрий Николаевич, мл. н. с. ИМФ АН УССР; Маханьков, Александр Николаевич, мл. н. с. УПИ имени С. М. Кирова, — за работу «Стареющие аустенитные сплавы с регулируемой стабильностью — новая группа высокопрочных материалов»
17. Кулик, Алексей Владимирович, Синьговский, Александр Викторович, Шагин, Пётр Михайлович, н. с. ИФВЭ, — за обнаружение и исследование G (1590) — мезонановой элементарной частицы сo свойствами глюбола
18. Мазарович, Александр Олегович, н. с. ГИАН; Рассказов, Сергей Васильевич, н. с. ИЗК СО АН СССР, — за цикл работ «Тектоническое развитие и базальтовый магнетизм Сихотэ-Алиня и Удокана»
19. Низова, Наталья Николаевна, Хант, Ольга, Валентиновна, Низов, Владимир Николаевич, н. с. ОдМИ имени Н. И. Пирогова, — за работу «Криоультразвуковые и криоэндоскопические методы диагностики и лечения гиперпластических процессов матки»
20. Омельчак, Игорь Михайлович, доцент, Маковецкий, Олег Александрович, аспирант, Самойлов, Дмитрий Иванович, секретарь комитета комсомола ППИ, — за работу «Расчёт свайных фундаментов по предельно допустимым деформациям с учётом реологических параметров основания»
21. Коллектив студенческого научного центра ППИ — за успехи в подготовке высококвалифицированных специалистов, разработке и внедрении в производство новой техники.

## 1987
1. Абубакиров, Эдуард Булатович, Денисов, Григорий Геннадьевич, н. с. ИПФАН; Климов, Алексей Иванович, Ростов, Владислав Владимирович, н. с., Полевин, Сергей Декабревич, аспирант ИСЭ СО АН СССР; Яландин, Михаил Иванович, ст. н. с. ИЭФ УрО АН СССР, — за работу «Исследование методов повышения частоты вынужденного излучения релятивистских электронных потоков и создание мощных СВЧ-генераторов диапазона миллиметровых волн на основе сильноточных импульсно-периодических ускорителей»
2. Аваков, Вартан Эдуардович, ст. н. с. МИНГ имени И. М. Губкина; Кулиев, Курбанмухаммет Нурыевич, ст. н. с. Туркменского НИГРИ, — за разработку и промышленное внедрение новых высокоэффективных буровых растворов
3. Аверьянов, Леонид Владимирович, мл. н. с. БИАН имени В. Л. Комарова, — за работу «Систематика и кариосистематика некоторых родов орхидных»
4. Андреев, Валерий Георгиевич, мл. н. с. предприятия Минпромсвязи СССР; Брысев, Андрей Петрович, мл. н. с., Романовский, Михаил Юрьевич, ст. н. с. ИОФАН; Гусев, Виталий Эдуардович, ассистент МГУ имени М. В. Ломоносова; Назаров, Вениамин Евгеньевич, Рейман, Александр Михайлович, мл. н. с., Донской, Дмитрий Михайлович, н. с. ИПФАН; Зосимов, Виктор Васильевич, мл. н. с. Волжского НТО, Скворцов, Алексей Товьевич, мл. н. с., работники АИАН имени Н. Н. Андреева, — за цикл работ «Исследования нелинейного рассеяния и самовоздействия акустических волн и их приложения в диагностике сред»
5. Андрюнас, Кястутис Игнович, мл. н. с., Сырус, Виктор Петрович, н. с. Института физики АН Литовской ССР; Дульнева, Елена Геннадиевна, доцент, Козлов, Сергей Аркадьевич, инженер, сотрудники ЛИТМО, — за работу «Многоцветные лазеры высокой яркости на сонове твёрдотельных и твёрдотельно-жидкостных активных сред»
6. Антонов, Анатолий Николаевич, ст. н. с. ОФПАН; Барабашев, Алексей Георгиевич, ст. преподаватель МГУ имени М. В. Ломоносова, — за работу «Философский анализ закономерностей и тенденций развития современной науки»
7. Бизяев, Виктор Леонидович, Коптюг, Андрей Валентинович, мл. н. с., Лукзен, Никита Николаевич, Мелехов, Валерий Ильич, Сайк, Владимир Оскарович, н. с., Смирнов Сергей Николаевич, мл. н. с. ИХКГ СО АН СССР, — за работу «Первичные трековые процессы в растворах с участием спин-коррелированных ион-радикалов»
8. Богатырёв, Владимир Николаевич, Кушлинский, Николай Евгеньевич, Пискунова, Татьяна Владимировна, Блохин, Дмитрий Юрьевич, н. с., Савинов, Андрей Юрьевич, Литвинов, Сергей Викторович, мл. н. с., Чиквашвили, Борис Шалвович, аспирант, Нефёдов, Михаил Дмитриевич, врач, Головкина, Татьяна Валериановна, ст. лаборант, сотрудники ВОНЦ АМН СССР, — за разработку комплексных патогенетических методов диагностики, лечения и прогнозирования рака молочной железы
9. Богачёв, Юрий Викторович, ассистент, Янчуров, Виктор Александрович, аспирант, сотрудники ЛЭТИ имени В. И. Ульянова-Ленина; Ермохин, Владимир Александрович, нач. сектора, Потасьев, Владимир Алексеевич, ст. инженер, работники ПО «Нижнекамскнефтехим», — за работу «Исследование, разработка и внедрение в промышленность синтетического каучука методов и средств автоматизированного контроля и управления технологического процесса производства катализаторов на основе явления ЭПР»
10. Блинов, Игорь Геннадьевич, ст. н. с., Веремеенко, Сергей Алексеевич, зав. лабораторией, Ильин, Виктор Александрович, ассистент, Коршак, Алексей Анатольевич, Тарзиманов, Олег Хурматович, доценты, сотрудники УНИ; Кочева, Наталья Германовна, инженер-программист Управления Урало-Сибирскими магистральными нефтепроводами Главтранснефти, — за работу «Ресурсосберегающие методы проектирования, сооружения и эксплуатации трубопроводных систем»
11. Боровков, Константин Александрович, н. с. МИАН имени В. A. Стеклова; Залесский, Борис Андреевич, ст. н. с. Института математики АН БССР; Рачкаускас, Алфредас Юргевич, доцент ВГУ имени В. Капсукаса; Ульянов, Владимир Васильевич, ассистент МГУ имени М. В. Ломоносова, — за цикл работ по предельным теоремам теории вероятностей
12. Викторов, Геннадий Алексеевич, мл. н. с., Давлетов, Рустэм Галеевич, ст. инженер Института химии БФ АН СССР; Дяткин, Алексей Борисович, мл. н. с., Протопопова, Марина Николаевна, Эйсмонт, Михаил Юрьевич, н. с. ИОХАН имени Н. Д. Зелинского; Катунский, Андрей Михайлович, н. с. ВНИИ химических средств защиты растений; Мигранов, Марат Галиханович, мл. н. с. Отдела биохимии и цитохимии БФ АН СССР; Нефёдов, Андрей Олегович, мл. н. с. МИНГ имени И. М. Губкина; Плужник, Георгий Анатольевич, инженер Киевского завода заказных РИАП, — за разработку и практическую реализацию универсальной технологии получения пиретроидов — нового поколения экологически безопасных инсектицидов широкого спектра действия
13. Давыдова, Елена Константиновна, Ситиков, Альберт Самигуллович, Фёдоров, Алексей Николаевич, мл. н. с., Миних, Вальдемар Бертгольдович, н. с., Рязанов, Алексей Георгиевич, аспирант ИБАН; Кандрор, Константин Вилленович, н. с. ИБХАН имени А. Н. Баха, — за работу «Компартментализация белков аппарата трансляции на эукариотических полирибосомах»
14. Исакулов, Абдурасул Нарбутаевич, Ким, Евгений Георгиевич, Назаров, Бахтияр Гулямович, мл. н. с. Исламов, Рапижан Рахманкулович, аспирант, Тулепов, Умар Берустамович, инженер, Худайбердиев, Абдуазиз Абдувалиевич, ст. н. с., Халимбетов, Убайдулло Оринбаевич, техник-механик САНИИМЭСХ, — за разработку комплекса машин для дражирования семян хлопчатника, их высеуа, уборки и транспортировки хлопка-сырца контейнерным способом
15. Казаков, Сергей Васильевич, ассистент, Ивлев, Сергей Алексеевич, Ронков, Леонид Владимирович, мл. н. с. МИСиС; Поживанов, Михаил Александрович, мастер ЖМК «Азовсталь»; Кириленко, Виктор Петрович, н. с., Арсентьев, Игорь Валериевич, мл. н. с. ЦНИИЧМ имени И. П. Бардина; Колпаков, Сергей Серафимович, нач. цеха, Овчинников, Пётр Михайлович, мастер производства, Орионов, Олег Борисович, мастер НЛМК имени Ю. В. Андропова, — за разработку и внедрение комплексной технологии производства качественных низкоуглеродистых сталей с применением циклической продувки в кислородном конвертере и подготовком металла к непрерывной разливке методами внепечной металлургии
16. Киракосян, Гагик Тигранович, доцент, Матевосян, Гагик Хоренович, зав. сектором ИВЦ, Мкртичян, Оганес Ехикович, зам. зав. отделом, сотрудники ЕПИ имени К. Маркса; Мартиросян, Дмитрий Робертович, гл. инженер ВЦ ЕНИПИ АСУ городом; Кремер, Владимир Павлович, н. с., Бебчук, Борис Цалевич, мл. н. с. ИПКОНАН, — за работу «Решение задач охраны окружающей среды и рационального использования ресурсов в горнопромышленном регионе с применением диалоговых систем обработки информации»
17. Прозоровский, Николай Сергеевич, Феденко, Елена Сергеевна, мл. н. с., Прокопенко, Владимир Дмитриевич, зам. гл. врача, сотрудники Института иммунологии МЗ СССР, — за работу «Экстракорпоральная иммунофармакотерапия: терапевтическое использование индуцированных диуфицином клеток — регуляторов иммунной системы»
18. Ситиков, Иван Васильевич, зав. лабораторией, Зырянов, Александр Антонович, ст. н. с. Иркутской лаборатории, Витько, Сергей Дмитриевич, Иванов, Пётр Евгеньевич, ст. н. с., работники НИИ бетона и железобетона Госстроя СССР, — за работу «Малоэнергоёмкие методы возведения монолитных протяжённых конструкций в суровых природно-климатических условиях»
19. Степанов, Николай Васильевич, нач. КБ, Судницин, Фёдор Семёнович, нач. группы, сотрудники Запорожского ПО «Моторостроитель»; Шлянников, Валерий Николаевич, ст. н. с. КФТИ КФ АН СССР; Заховайко, Александр Афанасьевич, доцент, Шукаев, Сергей Николаевич, ассистент, сотрудники КПИ, — за разработку методов прогнозирования и исследования долговечности элементов ГТД с учётом конструктивно-технологических факторов изготовления и эксплуатации.
20. Андрианов, Николай Ефимович, ст. тренер молодёжной сборной команды СССР по спортивной гимнастике, Байриков, Иван Михайлович, ассистент КМИ имени Д. И. Ульянова; Савельев, Борис Сергеевич, тренер-преподаватель ДЮСШ ММК имени В. И. Ленина; Савельев, Владимир Сергеевич, аспирант ВНИИФК; Сирант, Леонид Борисович, ст. инженер КАИ имени академика С. П. Королёва, — за разработку и внедрение комплекса снарядов и тренажёров, повышающих эффективность тренировочного и восстановительного процессов в физической культуре и спорте

## 1988
1. Аванесян, Сергей Михайлович, мл. н. с. ЕГУ; Баранова, Ирина Михайловна, зав. кафедрой БТИ; Говорков, Сергей Владимирович, Никулин, Александр Александрович, мл. н. с., Леонов, Василий Борисович, ст. лаборант МГУ имени М. В. Ломоносова; Мишина, Елена Дмитриевна, ассистент МИРЭА; Пайтян, Геворг Айказович, зав. сектором НИИФКС ЕГУ; Петухов, Андрей Владимирович, мл. н. с. ИКАН имени А. В. Шубникова; Рацеев, Сергей Андреевич, мл. н. с. ИПФ АН МССР; Цыцан, Валерий Иванович, ст. преподаватель БГПИ имени А. Руссо, — за цикл работ «Новые методы нелинейно-оптической диагностики поверхности, границ раздела и поверхностных структур полупроводников и металлов»
2. Алексеев, Алексей Игоревич, Андреева, Марина Леонидовна, Масленников, Сергей Петрович, инженеры-конструкторы, Гусейнов, Гусейн Аббас оглы, Филимонов, Андрей Евгеньевич, инженеры-программисты, Жаббаров, Сергей Хафисович, инженер, Трещев, Анатолий Вячеславович, бригадир специализированной бригады регулировщиков радиоаппаратуры, сотрудники предприятий МЭП СССР; Горбачёв, Николай Васильевич, Шухов, Алексей Георгиевич, ст. н. с., Романов, Михаил Петрович, ст. преподаватель МИРЭА, — за работу «Транспортная система для гибких автоматизированных производств на базе подвижных роботов семейства „Электроника НЦ ТМ“»[12]
3. Амонашвили, Шалва Александрович, ч.-к. АПН СССР, директор НИИПН имени Я. С. Гогебашвили, — за цикл работ по проблемам воспитания детей дошкольного и младшего школьного возраста
4. Антропов, Владимир Павлович, Постников, Андрей Викторович, Кацнельсон, Михаил Иосифович, ведущий н. с. ИФМ УрО АН СССР; Лихтенштейн, Александр Иосифович, ст. н. с. ИХ УрО АН СССР; Мазин, Игорь Ильич, Рашкеев, Сергей Николаевич, н. с. ФИАН имени П. Н. Лебедева, — за работу «Количественная теория магнитных, электрических и оптических свойств переходных металлов, их сплавов и соединений»
5. Белоградский, Андрей Анатольевич, Доркин, Александр Сергеевич, Киреев, Юрий Анатольевич, Шилин, Леонид Георгиевич, Яковлев, Сергей Николаевич, инженеры, Забавин, Василий Николаевич, ведущий инженер, Новопашин, Владимир Вячеславович, ст. инженер, Петрова, Нина Алексеевна, инженер-конструктор, Пластов, Вячеслав Иванович, нач. цеха, сотрудники предприятий МЭП СССР; Панченко, Валерий Александрович, ведущий инженер Нальчикского ЗППП, — за разработку и внедрение в серийное производство унифицированного гипоряда импульсных лазеров и излучателей на алюмоиттриевом гранате, сконструированных на единой модульной основе, для технологических применений в промышленности и научных исследований
6. Богданов Алексей Алексеевич, мл. н. с., Клибанов, Александр Лазаревич, н. с. ИЭК ВКНЦ АМН СССР; Духович, Алексей Феликсович, ассистент, Кабанов, Александр Викторович, мл. н. с., Клячко, Наталья Львовна, н. с. МГУ имени М. В. Ломоносова; Курочкин, Илья Николаевич, Породенко, Николай Владимирович, зав. лабораториями, Сергеева, Марина Глебовна, мл. н. с. ИПМБ МЗ СССР; Мальцева, Елена Львовна, ст. н. с. ИХФАН; Хмельницкий, Юрий Ленорович, н. с. ИБХАН имени А. Н. Баха, — за цикл работ «Физико-химическое исследование регуляции мембранных биокатализаторов и рецепторов»
7. Гавшин, Сергей Борисович, Потапов, Геннадий Алексеевич, н. с. МИФИ; Харламов, Юрий Матвеевич, н. с. ТООИ ДВО АН СССР, — за работу «Квазисферический детектор черенковского излучения в воде»
8. Иванов Сергей Юрьевич, мл. н. с. МИСиС; Крыловский, Александр Викторович, мастер КрАЗ, — за работу «Совершенствование узла газосбора и загрузки глинозёма алюминиевых электролизёров с верхним токоподводом»
9. Кукушкин, Игорь Владимирович, ст. н. с. ИФТТАН, — за работу «Дробный квантовый эффект Холла в кремниевых МДП-структурах»
10. Левантовский, Лев Владимирович, инженер МИСиС; Мальков, Константин Викторович, мл. н. с. МГУ имени М. В. Ломоносова; Мамедов, Игорь Гулиевич, н. с. НИИАА; Нерсисян, Ашот Леонидович, ст. н. с., Никитин, Сергей Вячеславович, н. с., Сизиков, Владимир Иванович, ст. н. с. ВНИИСИАН, — за работу «Качественные методы анализа устойчивости, сложности и стабилизации динамических систем»[13]
11. Лобанов, Евгений Владимирович, Викторова, Ирина Викторовна, Кравченко, Сергей Владимирович, ст. н. с., Артамонов, Виктор Николаевич, мл. н. с., Соколовский, Сергей Владимирович, Стрекалова, Марина Световна, н. с., Поляков, Александр Николаевич, н. с., Попов, Алексей Владимирович, ст. инженер, сотрудники ИМАН имени А. А. Благонравова; Грушецкий, Игорь Владимирович, н. с. ИМП АН Латвийской ССР; Сахвадзе, Геронтий Жорович, ассистент КПИ, — за разработку и внедрение методов повышения надёжности и ресурса машин[14]
12. Митрохин, Сергей Владиленович, н. с., Клямкин, Семён Нисонович, мл. н. с. МГУ имени М. В. Ломоносова; Зонтов, Владимир Степанович, н. с. предприятия МЭП СССР; Кулиев, Сахиб Исмаил оглы, ассистент ВГПИ имени С. М. Кирова; Сытников, Андрей Николаевич, н. с. НИХТИ; Лотоцкий, Михаил Владимирович, мл. н. с. Института проблем машиностроения АН УССР, — за цикл работ «Создание высокоэффективных металлогидридных материалов для аккумуляции водорода»
13. Молитвослов, Александр Борисович, Скипенко, Олег Григорьевич, н. с. ВНЦХ АМН СССР; Буриев, Илья Михайлович, мл. н. с. ИХ имени А. В. Вишневского АМН СССР; Жадкевич, Михаил Михайлович, ассистент, Капранов, Сергей Анатольевич, мл. н. с. 2 ММИ имени Н. И. Пирогова; Егиев, Валерий Николаевич, ассистент УДН имени П. Лумумбы; Козлов, Игорь Викторович, врач-хирург ГКБ № 27 Свердловска; Кадощук, Юрий Тарасович, аспирант, Ионочкина, Наталья Николаевна, мл. н. с., 1 ММИ имени И. М. Сеченова; Энглин, Игорь Петрович, н. с. МТИММП, — за работу «Новые методы хирургического лечения заболеваний поджелудочной железы»
14. Непогодьев, Сергей Арнольдович, мл. н. с., Нифантьев, Николай Эдуардович, Цветков, Юрий Евгеньевич, н. с. ИОХАН имени Н. Д. Зелинского, — за цикл работ «Химический синтез регулярных природных полисахаридов — растительных гликанов и бактериальных гексозаминогликанов»
15. Нероев, Владимир Владимирович, мл. н. с., Благодатный, Леонид Владленович, аспирант НИИГБ имени Г. Л. Ф. Гельмгольца; Кислов, Владимир Владимирович, ст. н. с. ИРЭАН; Оганесян, Арутюн Айастанович, ст. лаборант, ЕГМИ; Коротких, Сергей Александрович, ассистент СвМИ, — за разработку новых комплексных методов диагностики и лечения больных с проникающими осколочными ранениями глазного яблока
16. Никонов, Сергей Филиппович, ст. н. с., Михайлин, Сергей Иванович, Голухова, Елена Зеликовна, Чернышов, Владимир Викторович, Кругляков, Игорь Владимирович, мл. н. с., Мирский, Григорий Вениаминович, нач. ЭВМ, Пильщикова, Ирина Ивановна, врач, сотрудники ИССХ имени А. Н. Бакулева АМН СССР; Лаан, Мари Ильмановна, аспирантка, Школьникова, Мария Александровна, мл. н. с. МНИИПДХ МЗ РСФСР; Бредикис, Аудрюс Юргевич, ст. н. с. КМИ МЗ Литовской ССР, — за работу «Клиника, диагностика, прогноз и новые подходы к лечению неишемических форм нарушений ритма сердца у лиц молодого возраста»
17. Стороженко, Сергей Юрьевич, н. с. БПИ ДВО АН СССР, — за работу «Насекомые с неполным превращением (ортоптероиды и пухоеды) Дальнего Востока»
18. Альмурзин, Пётр Прохорович, Никитин, Михаил Васильевич, Царьков, Сергей Фёдорович, инженеры-конструкторы КАЗ; Сафонов, Владимир Петрович, руководитель авиамодельных кружков ДПШ Москворецкого района Москвы, — за разработку и внедрение системы массового привлечения молодёжи к самодеятельному авиационно-техническому творчеству по созданию летательных аппаратов учебного назначения
19. Валентик, Юрий Валентинович, руководитель отделения ВНЦ МБПН МЗ СССР; Васюк, Юрий Александрович, ассистент ММСИ имени Н. А. Семашко; Демченкова, Галина Захаровна, руководитель отдела ВНИИСГЭУЗ имени Н. А. Семашко; Курданов, Хусейн, Абукаевич, зав. кафедрой КБГУ; Кучма, Владислав Ремирович, доцент 1 ММИ имени и. М. Сеченова; Мартыненко, Александр Владимирович, инструктор ОНТТМ ЦК ВЛКСМ; Полесский, Владимир Александрович, учёный секретарь ВНИЦПМ МЗ СССР; Фурсов, Сергей Евгеньевич, ст. н. с. ИМБП МЗ СССР, — за работу по пропаганде и формированию здорового образа жизни молодёжи
20. Студенческое КБ и научно-производственный отряд «Мостовик» СибАДИ имени В. В. Куйбышева, — за проектирование и строительство мостов в 1981—1988 годах, пропаганду и развитие активных форм привлечения студенческой молодёжи к участию в научно-исследовательской и производственной деятельности

## 1989

### За научную разработку проблем коммунистического воспитания молодёжи
1. Игошин К. Е., зам. нач., Миньковский Г. М., нач. кафедры Академии МВД СССР, — за цикл работ по проблемам правового воспитания и профилактики антиобщественных проявлений среди несовершеннолетних и молодёжи в СССР.

### В области науки и техники
1. Абрамова Т. В., Годовикова Т. С., Казаков С. А., Мамаев С. В., н. с., Булычёв Н. В., Зенкова М. А., Кутявин И. В., Сильников В. Н., мл. н. с., Горн В. В., ст. н. с. Новосибирского ИБХА СО АН СССР; Гайдамаков С. А., мл. н. с. ИКЭМ СО АМН СССР, — за работу «Ген-направленные БАВ — производные олигонуклеотидов: синтез и исследование взаимодействия с нуклеиновыми кислотами».
2. Аверкиев Н. С., Бакун А. А., Лянда-Геллер Ю. Б., Ткачук М. Н., н. с. ФТИАН имени А. Ф. Иоффе; Андрианов, А. В., н. с. ЛЭТИ имени В. И. Ульянова (Ленина); Казанский, П. Г., Черных В. А., н. с. ИОФАН, — за цикл работ «Циркулярный фотогальванический эффект в кристаллах»
3. Андреев А. В., инженер-программист, Самохин И. А., ст. инженер, Макарова М. В., Ростовцева И. А., Позняк Г. Г., Макарова Л. Ф., инженеры, Шаповаленко С. В., нач. сектора, Кислицкий Ю. Ф., ст. н. с. НИЦЭВТ; Дурасова О. С., инженер Пензенского завода «ВЭМ»; Золотов, В. П., нач. лаборатории НИИ микроприборов — за работу «Система автоматизированного проектирования БИС на ЕС ЭВМ и её внедрение на заводах-изготовителях»
4. Асратян Д. Р., гл. инженер службы пути и тоннельных сооружений Ереванского метрополитена; Гуров Д. Б., ст. н. с. МИИЖТ имени Ф. Э. Дзержинского; Скоморохов В. М., учёный секретарь ИУ СО АН СССР; Харит М. Д. ст. н. с. ВНИИТС; Рыжевский М. Е., гл. специалист по проектированию подземных выработок; Борщ О. И., ведущий инженер, сотрудники института «Гидроспецстроя», — за создание высокоэффективных методов крепления подземных выработок, сооружаемых в сложных инженерно-геологических условиях, с использованием новых композиционных материалов
5. Афанасьев А. А., ст. н. с. ВЗИСИ; Афанасьева Е. А., н. с. ВНИИБТ; Сычёв А. И., Фомин П. А., Лямин Г. А., мл. н. с., Воронин Д. В., н. с. ИГД имени М. А. Лаврентьева СO АН СССР; Куликовский В. А., н. с. НИИМ МГУ имени М. В. Ломоносова; Фролов С. М., ст. н. с. ИХФАН, — за работу «Неидеальная детонация систем типа газ-конденсированная фаза»[15]
6. Балуда М. В., докторант ММСИ имени Н. А. Семашко; Камкамидзе М. В., зам. гл. врача РОХБВЛ МЗ ГССР; Любина Л. В., Тлепшуков И. К., мл. н. с. НИИМР АМН СССР, — за создание и внедрение комплекса способов диагностики, профилактики и лечения функциональных повреждений стенки сосудов, ведущих к тромботическим осложнениям
7. Борщевский А. Я., н. с., Копелев Н. С., Кузнецов С. В., Рудный Е. Б., Чилингаров Н. С., мл. н. с. МГУ имени М. В. Ломоносова; Бреховских М. Н., Попов А. И., мл. н. с. ИОНХАН имени Н. С. Kурнакова; Горяченков С. А., ст. н. с. НПО «Композит»; Красулин С. В., инженер ИАЭ имени И. В. Курчатова, — за цикл работ «Синтез и свойства фторидов и оксидов элементов в необычных состояниях окисления»
8. Бредихин Н. Н., зав. лабораторией, Ищенко А. В., ведущий н. с., Корниенко В. И., директор Ростовской ОМС; Ольгаренко Г. В., н. с., Сыпко М. Е., мл. н. с. НПО «Югмелиорация», — за работу «Улучшение мелиоративного состояния орошаемых земель на основе борьбы с фильтрацией из оросительных каналов, применения эффективного закрытого дренажа, повышения плодородия почв и нормированного водопотребления»
9. Брызгалин А. Г., Первый В. М., Титов В. А., Шамановский С. В., мл. н. с. ИЭС имени Е. О. Патона АН УССР; Капустин О. Е., мл. н. с. МИНГ имени И. М. Губкина; Корнилович, А. В., инженер-технолог Белорусского республиканского НПО порошковой металлургии, — за работу «Повышение надёжности и долговечности сварных металлоконструкций обработкой взрывом»
10. Вилявин М. Ю., Кармазановский Г. Г., мл. н. с. ИХ имени А. В. Вишневского АМН СССР, — за работу «Диагностические и лечебные инвазивные вмешательства под контролем КТГ при хирургических заболеваниях»
11. Виняр И. В., Сергеев В. Ю., Умов А. П., Ушаков С. Н., ст. н. с., Егоров С. М., н. с., Мирошников И. В., аспирант ЛПИ имени М. И. Калинина; Каржавин Ю. Ю., н. с. ИАЭ имени И. В. Курчатова, — за разработку новой диагностики плазмы токамаков методом инжекции макрочастиц
12. Волков, Сергей Владимирович, ст. н. с. ИВАН, — за цикл работ «Ранняя история буддизма в Корее» и «Чиновничество и аристократия в ранней истории Кореи»
13. Галкин С. А., Мартынов А. А., мл. н. с., Пошехонов Ю. Ю., н. с., Дроздов В. В., Медведев С. Ю., ст. н. с. ИПМАН имени М. В. Келдыша; Бесполуденнов С. Г., н. с., Пустовитов В. Д., ст. н. с. ИАЭ имени И. В. Курчатова, — за цикл работ «Математическое моделирование МГД равновесия и устойчивости плазмы в системах с магнитным удержанием»
14. Годлевский Л. С., ассистент ОдМИ имени Н. И. Пирогова; Долгих В. Г., Кукушкин М. Л., ст. н. с., Карганов М. Ю., мл. н. с., НИИОППФ АМН СССР; Мейзеров Е. Е., ведущий н. с. НИИ рефлексотерапии ВНЦМРФТ МЗ СССР, — за работу «Системные механизмы возникновения и ликвидации нейропатологических синдромов (на примере эпилепсии и боли)»
15. Губанов Д. А., Козлов А. П., ведущие инженеры, Голубев А. В., Новосёлов В. Ю., инженеры, Галактионов В. А., Егоров И. Н., ст. инженеры, сотрудники НПО «Энергия»; Романчук Н. С., мл. н. с., Мудрецов А. С., Тареев С. А., инженеры I категории, сотрудники ЦНИИМАШ, — за разработку комплекса подсистем математического обеспечения управления полётом многоразовой транспортной системы
16. Золотарёв В. А., мл. н. с. ИБВВАН имени И. Д. Папанина, — за разработку синэкологических методов биоиндикации и биотестирования качества воды на основе модельных сообществ перифитона
17. Калабин С. М., ст. н. с., Тимошенко А. В., мл. н. с. МИТХТ имени М. В. Ломоносова; Назаренко Е. П., н. с. Новокуйбышевского филиала ВНИИОС МХНП СССР, — за цикл работ «Физико-химические основы технологии производства 2-метилфурана»
18. Лукьянова, Елена Анатольевна, доцент юридического факультета МГУ имени М. В. Ломоносова, — за работу «Закон как источник советского государственного права»
19. Мурадов Р., зав. кафедрой, Султанов С. Ю., ст. лаборант, Мамарасулов Х. К., инженер-технолог, сотрудники Наманганского филиала, Саримсаков О. Ш., аспирант ТИТЛП имени Ю. Ахунбаева, — за работу «Совершенствование элементов пневмотранспортной установки с целью сохранения качества волокна и семян и сокращения их потерь»
20. Темичева Е. В., Чекнев С. Б., мл. н. с. НИИЭМ имени Н. Ф. Гамалеи АМН СССР; Менткевич Г. Л., Рубцов Б. И., н. с. ВОНЦ АМН СССР; Готовцева Е. П., ст. н. с. ЦНИИМБПС, — за работу «Диагностика и коррекция интерфероновых дефицитов при вирусных инфекциях, онкологических заболеваниях и стрессе»
21. Туговиков А. Э., Глазов М. В., мл. н. с., Кацнельсон А. М., ст. н. с. ИМАН имени А. А. Байкова; Ткачёв Н. К., н. с. ИМ УрО АН СССР; Крылов А. С., ст. н. с. МГУ имени М. В. Ломоносова; Иванов Г. Г., н. с. ИХСАН имени И. В. Гребенщикова, — за работу «Термодинамика металлургических расплавов: развитие методов прогнозирования и экспериментальные исследования»
22. Студенческое КБ МПИ имени А. М. Горького — за опытно-конструкторские работы и внедрение новых транспортно-технологических средств, заслуги в подготовке высококвалифицированных кадров для народного хозяйства.

## 1990

### В области науки и техники
1. Алимов М.; Клеблеев Ф., мл. н. с.; Касымов Б., врач,; Костникова И., врач-лаборант (Ташкент)
2. Антоненко Ю., н. с., Дробышева Т., мл. н. с., Иванова Т., инженер (Москва)
3. Арутюнов А., профессор, Силин Д., ассистент кафедры (Москва)
4. Базанов В., Никонов В., ведущие инженеры, Романенков В., инженер, Тормышев А., нач. отдела (НПО «Энергия»); Шалашенкова И., инженер (ЦНИИТМАШ)
5. Бычков В., н. с. (Москва); Буевская О., мл. н. с. (Новосибирск); Рогулева В., Шигапов А., н. с. (Красноярск); Удут В., мл. н. с. (Москва)
6. Васильев Д., зав. лабораторией, Шамаев А., ст. н. с. (ИПМАН)
7. Глазачев О., Тараканов О., ассистенты кафедры, Гуськов С., ст. н. с., Кочетков Ю., мл. н. с. (Москва)
8. Жолобенко В., Исаев С., мл. н. с., Кустов Л., ст. н. с., Стахеев А., н. с. (ИОХАН имени Н. Д. Зелинского)
9. Камнев А., ассистент кафедры (Москва)
10. Колмаков В., н. с. (СО АН СССР)
11. Королёва М., ст. н. с., Михайлов В., Ольховский В., слушатели академии (Москва); Петренко Б., преподаватель кафедры (Смоленск); Хайруллин Ш., преподаватель кафедры (Челябинск)
12. Крылов К., мл. н. с., Михалёв К., ст. н. с., Подлечняк А., мл. н. с., Романюха А., ст. н. с., Шкуратов С., ст. н. с. (Свердловск)
13. Лебедь А., мл. н. с., Яковенко В., мл. н. с. (ИТФАН имени Л. Д. Ландау)
14. Лихачёв Н., доцент, Шаврин С., ассистент, Шлыков А., аспирант (Москва)
15. Магниев А., учёный секретарь (ВАСХНИЛ)
16. Романович А., Ханин С., н. с., Уваров В., мл. н. с., Шаблов А., зав. лабораторией, Шарапов Р., ассистент кафедры (Белгород)
17. Силаева Т., н. с. (Москва)

### В области производства
1. Ахедов Ю., водитель (ПО «Эстонсланец»)
2. Безсмольный А., слесарь (Днепропетровск)
3. Большедворский С., бригадир (Нурек)
4. Бондаренко В., водитель (Москва)
5. Бредихин А., звеньевой (Белгородская область)
6. Горюнова Е., оператор (Горьковская область)
7. Грекулян А., машинист (концерн «Интауголь»)
8. Григорьев А., машинист (ПО «Лензолото»)
9. Дементьев В., водитель (Тюменская область)
10. Зарубин С., монтажник (Москва)
11. Керимов Н., механизатор (Бардинский район Азербайджана)
12. Пинчук Ю., помощник бурильщика (Сургут)
13. Прялова Л., монтажница (Горьковская область)
14. Ромашкан Л., оператор (Киев)
15. Хмилевский В., авиатехник (Ленинград)
16. Комсомольско-молодёжный коллектив бурильщиков: Каретников П., бригадир, Ниманихин Л., группкомсорг (Кустанайская область)
17. Комсомольско-молодёжный коллектив бригады: Каминский А., руководитель, Ушкевич С., группкомсорг (Гродно)
18. Временный творческий комсомольско-молодёжный коллектив объединения «ЮМЗ»
19. Комсомольско-молодёжная бригада фирменного поезда № 2/1 «Украина»: Логвиненко А., руководитель
20. Комсомольско-молодёжный коллектив бригады: Цветковский В., бригадир; Солтын Н., комсорг (трест «Надымгазпромстрой»)